# Castello di Barletta
Das Castello di Barletta ist eine Küstenfestung in Barletta in der italienischen Region Apulien. Die heutige Anlage ist das architektonische Resultat einer Reihe von An- und Umbauten durch eine Reihe mehrerer aufeinander folgender Dynastien vom 11. bis zum 18. Jahrhundert. Ursprünglich war die Festung, umgeben vom Meer, das auch den Graben rund um die Burg füllte und sie vor möglichen feindlichen Angriffen schützte, zum Zwecke der Verteidigung errichtet worden und ist heute ein strategischer Punkt im Stadtleben und wichtiger Meilenstein der Stadt. Heute ist sie Sitz der Stadtbibliothek, des Stadtmuseums und eines Versammlungs- und Ausstellungssaals.
Zu den dort erhaltenen Werken gehört außer einer mutmaßlichen Büste von Kaiser Friedrich II. aus Kalkstein, die aus dem 13. Jahrhundert stammt, auch der „Sarkophag des Apostels“ mit einem steinernen Halbrelief, ein erstes Zeugnis des Christentums in Barletta, das aus dem 3. oder 4. Jahrhundert stammt.

## Geschichte

### Normannische Zeit (1046–1194)
Die Hypothesen über die Entstehung des ersten Kerns der heutigen Festung legen dessen Ursprünge auf die Zeit zwischen 1046 und 1050 fest, schreiben ihn den Normannen zu und meinen, dass sie auf der für dieses Volk typischen Gewohnheit basieren, das Land neben dem zu erobernden Territorium zu befestigen, indem sie Türme in Sichtweite des anschließend zu erobernden Gebietes bauten. Aus diesem Grund bemächtigte sich der Graf Peter, der Normanne, zur Vorbereitung eines Angriffs auf die Stadt Trani, die bis 1054 unter byzantinischer Herrschaft war, des unverteidigten Territoriums von Barletta und ließ eine Festung zur Verteidigung südwestlich der heutigen Anlage errichten. Zur selben Zeit wurde der erste Mauerring gebaut, in dem die Siedlung in zwei Kerne aufgeteilt war, den von „Santa Maria“ in der Nähe der Festung und des alten Mariendoms von Barletta und den von „San Giacomo“ im Westen, um die heutige Kirche San Giacomo.
Der Besitzübergang von dem normannischen Grafen an seinen Sohn Pietro II. im Jahre 1067 und der nachfolgende Krieg um die Nachfolge in der Macht bezog auch die Altavillas aus Sizilien ein, machte Apulien zum Schauplatz eines offenen Krieges und sorgte dafür, dass das Territorium von Barletta in den Machtbereich Wilhelms I. von Sizilien fiel, der seinem Vater 1154 nachfolgte, nachdem seine älteren Brüder gestorben waren. Nach der Zerstörung von Bari ließ Wilhelm, der „der Schlechte“ genannt wurde, zwischen 1156 und 1162 die Burganlage erweitern, in dem er zwei weitere Türme, die untereinander durch eine einfache Mauer verbunden waren, bauen ließ, an die später ein vierter auf der Südwestseite angebaut wurde, der die Anlage so in eine kleine Burg mit pseudo-trapezförmigem Grundriss verwandelte. 1172 weilte Wilhelm II. von Sizilien, der Sohn von Wilhelm I. und „der Gute“ genannt, als er von Tarent zurückkam und sich auf einer Pilgerreise zum Heiligtum des Erzengels Michael auf dem Monte Sant’Angelo befand, im Castello di Barletta und spendete dem Klerus von Barletta große Geldsummen.
Aus der normannischen Zeit, die mit dem Tod von Tankred, dem Vetter von Wilhelm II., 1194 endete, blieb an der Burg nur der Südostturm erhalten, in der Höhe gekürzt und durch die Umbauten im 16. Jahrhundert in die südliche Kurtine der spanischen Anlage integriert. Die umfassende Restaurierung, die in den 1980er-Jahren durchgeführt wurde, sorgte angesichts der fehlenden, direkten Zugänglichkeit des Turms durch die Wiederherstellung einer Öffnung im Erdgeschoss, die durch ein Metallgitter geschützt ist, den Blick ins Innere des Turms.

### Staufische Zeit (1194–1266)

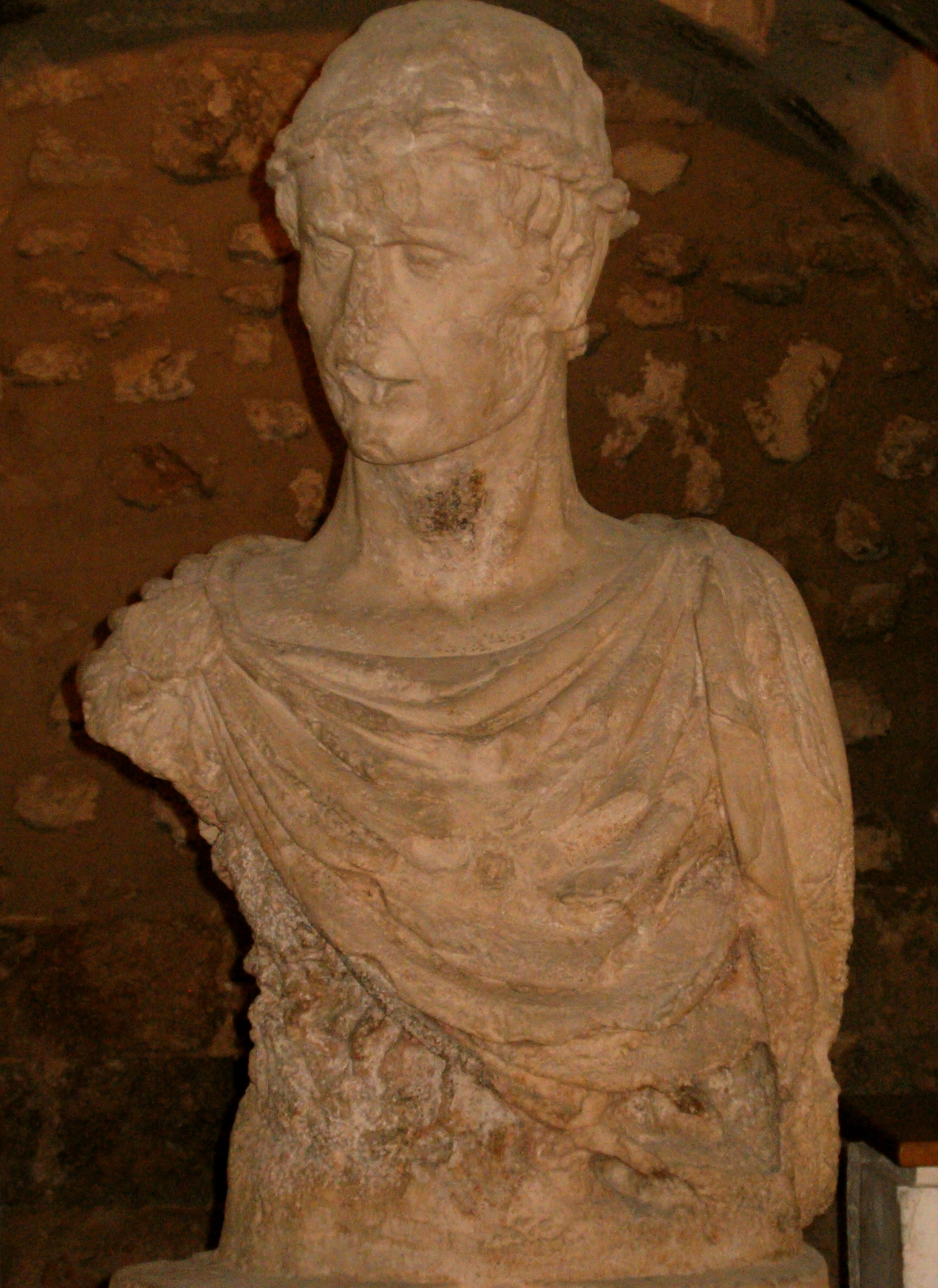
Vermutete Büste von Friedrich II., die im Inneren der Burg erhalten ist.

1194 erblickte Friedrich II., Sohn des Königs von Sizilien und Kaiser des Heiligen Römischen Reiches, Heinrich VI. und seiner Gattin Konstanze von Sizilien das Licht der Welt. Nach dem Tod Heinrichs VI. 1197 und dem von Konstanze 1198 wurde Friedrich unter der schützenden Hand von Papst Innozenz III. aufgezogen. Dieser Vorgang führte zu einer weitgehenden Einmischung der Kirche in die königlichen Angelegenheiten und sorgte mit einigen Briefen von Innozenz III. aus dem Jahr 1202 für die ersten historischen Zeugnisse, in denen das Castello di Barletta erwähnt wird.
1202 entzündete sich in der Tat der Streit um die Herrschaft über das Königreich Sizilien, in dem sich die Deutschen unter der Führung von Markward von Annweiler und Diepold von Schweinspeunt und die Franzosen unter Walter III. von Brienne gegenüberstanden. Diepold und Markward forderten das Erziehungsrecht für den kleinen Friedrich II., das hingegen von der Mutter Konstanze auf Papst Innozenz III. übertragen worden war; der Pontifex wiederum nominierte Walter III. von Brienne, Fürst von Tarent, Herzog von Apulien und Graf von Lecce, und wählte ihn als seinen Favoriten, um die Kontrolle über das Königreich Sizilien wiederherzustellen. Die Briefe des Pontifex, die zwischen dem 21. Juli und dem 24. September 1202 nach Gualtieri Sicaminò gesandt wurden, bezeugen erstmals die entscheidende Rolle der Burg an der Adriaküste in dieser Zeit. Am 6. Oktober desselben Jahres musste Gualtieri in der Nähe von Cannae zuerst einen Angriff von Diepolds Truppen abwehren und dann, nachdem es Barletta und seine Festung eingenommen hatte, die Belagerung durch die Truppen von Guglielmo di Palearia. Im Folgejahr versuchten die Barlettaner, nachdem sie die falsche Nachricht von Tod Innozenz’ III. verbreitet hatten, von der Belagerung zu profitieren und den pro-päpstlichen Kastellan zu vertreiben, der die Festung für Jacopo di Conti in der Hoffnung gehalten hatte, die Anlage zurückzuerobern, was aber zu Schäden an den Mauern führte.
Das Heranwachsen von Friedrich erfolgte parallel zu dem des Castello di Barletta, in dem der Kaiser ab 1228 zu verschiedenen Gelegenheiten weilte. Nachdem er 1215 in Mainz zum König des Heiligen Römischen Reiches – und somit zum König der Italiener und Deutschen – gekrönt und 1220 von Papst Honorius III. zum Kaiser erhoben worden war, brach er 1228 von Barletta aus zum sechsten Kreuzzug auf und verbrachte nach seiner Rückkehr aus dem Heiligen Land im Folgejahr zwei Monate in der Stadt. Vor 1224, dem Jahr, in dem der Bau des frederizanischen Flügels der Festung beauftragt wurde, stammt das einzige historische Dokument, in dem Barletta erneut erwähnt wird, aus dem Jahr 1205 und in diesem erlaubte der Souverän der Kirchengemeinde von San Giacomo, eine Mühle, eine Taverne und einen Ofen zu bauen. In diesem Jahr zeigte sich der Festungskomplex unregelmäßig und asymmetrisch, weit entfernt von der üblichen Bauart frederizianischer Festungen. Aus diesem Grund griff der Souverän zwischen 1224 und 1228 ein, ließ den östlichen Teil aus normannischer Zeit abreißen und das frederizianische „Domus“ errichten, womit er die dekorativen und architektonischen Aspekte der Festung betonte und das, was zuvor eine kleine Burg zur Verteidigung war, in eine Königsburg für seinen Hof umbauen ließ. 1228 besuchte Friedrich Barletta und verkündete von dort aus, nachdem er das Parlament der Barone in der Burg versammelt hatte, während des Reichstages, der er direkt im „Domus“ abhielt, den Aufbruch zum sechsten Kreuzzug.
Nach dem Tod von Friedrich 1250 folgte ihm sein Sohn Konrad nach. Am 21. Mai 1254 wurde dessen Sohn Konradin nach dem Tod seines Vaters, der in Lavello an Malaria gestorben war, mit erst zwei Jahren Erbe des Königreiches; zu seinem Vormund wurde Manfred, leiblicher Sohn von Friedrich II. und Halbbruder Konrads, bestellt. 14 Jahre später wurde letzterer in der Folge der Schlacht bei Tagliacozzo zwischen den Truppen des Hauses Anjou von Karl I. von Neapel und den Ghibellinen, unterstützt von Konradin, zuerst gefangen genommen und dann enthauptet. So endete also die Dynastie der Staufer zugunsten des Hauses von Anjou mit dem Expedienten Karl I. von Neapel, der gleichzeitig Barletta und seine Festung einnahm.

### Zeit des Hauses Anjou (1266–1442)
Die Bedeutung von Barletta und seiner Festung zum einen Teil, die Gehässigkeit, die Karl I. gegenüber den Staufern anwandte, zum anderen Teil veranlasste ihn ab 1268, architektonisch in die gesamte Festung und in die Stadtmauer einzugreifen. In dieser Hinsicht zeigt die bemerkenswerte Dokumentation den schleichenden Übergang vom Ziel, eine normale Unterhaltung der Burg voranzutreiben zu den substanziellen Veränderungen der Maueranlage, die den Bau des angiovinischen „Palatiums“ auf der Nordseite vorsahen, das in Folge der spanischen Erweiterung verschwunden ist und dessen Fundamente nach der Restaurierung in den 1980er-Jahren als Zisterne dienten, dem Ersatz des „alten Turms“ aus normannischer Zeit, der an der Südostecke eingestürzt war, durch einen Rundturm, der Ausschachtung eines Grabens um die Burg mit dem Bau einer äußeren Verteidigungsmauer im Westen, auch „Taluto“ genannt, der Befestigung der bereits existierenden Kurtine und dem Bau eines letzten Zugangstores zur Festung, das den Namen „Porta Trani“ trägt und sich auf der Ostseite der Anlage, in Richtung auf die Stadt Trani befindet.

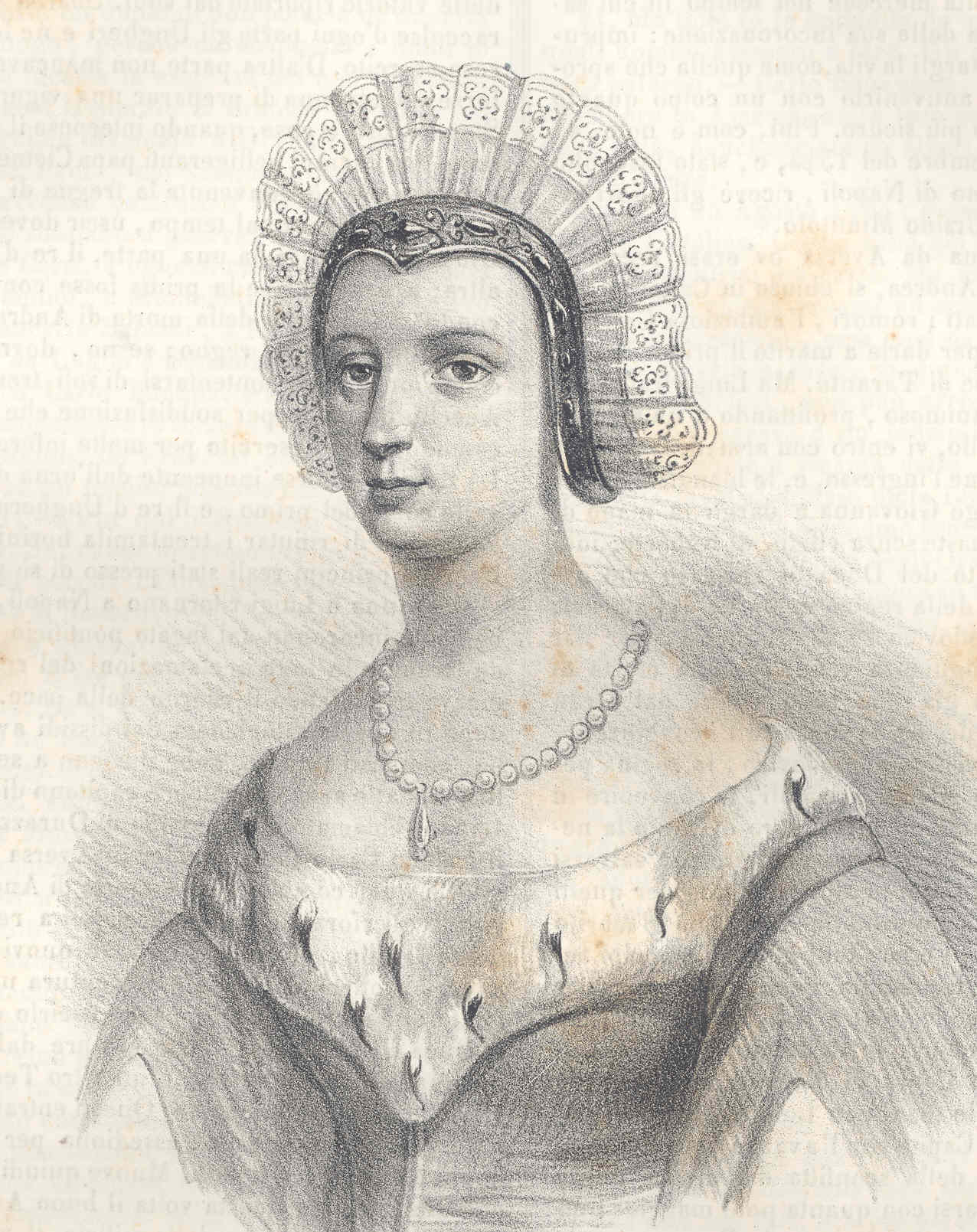
Porträt von Johanna I. von Neapel

Die aufgelisteten Werke, die von Karl I. beauftragt wurden, so berichten es die alten Register des Hauses Anjou, wurden von Pierre d’Angicourt, dem Superintendenten der königlichen Kurie, geschaffen. Karl I. starb 1285 in Foggia und ihm folgten zunächst Karl II. von Neapel und dann Robert von Anjou nach. Letzterer kam zwischen 1308 und 1312 der Bitte des Pfarrers von Karl II. nach, die Tempelritter, die in der Stadt wohnten, zu fangen und sie dann in den Kerkern der Burg festzuhalten.
1343, nach dem Tod von Robert von Anjou, folgte ihm seine Enkelin Johanna I. von Neapel, die Gattin von Andreas von Ungarn, dem jüngeren Bruder des Königs von Ungarn und Polen, Ludwig I., nach; sie regierte fast 40 Jahre lang in einer schwierigen Zeit, beginnend mit dem Mord an ihrem Gatten Andreas 1345 und überschattet von dem Gerücht, dass es sich dabei um eine Verschwörung der Königin Johanna handelte. Das Ende der Regierungszeit von Johanna I. kam 1382, als Karl III. von Neapel, der Gatte ihrer Enkelin Margarethe, nach der Einnahme von Neapel und der Gefangennahme des Souveräns anordnete, die Königin zu erwürgen und ihrer Herrschaft ein Ende zu setzen. Im Folgejahr, im Nachfolgekrieg, der mit dem Sieg Karls III. zu Lasten Ludwigs I. von Anjou, Enkel von Johanna I., endete, wurde das Castello di Barletta auf Befehl von Karl III. von Raimondo Orsini del Balzo besetzt. Karl III. folgte 1386 dessen Sohn, Ladislaus von Neapel nach, der bis zu seinem Tod 1414 regierte; dann ging die Macht an seine Schwester, Johanna II. von Neapel, über. Diese blieb ohne Erben und bestimmte zu ihren Nachfolgern zunächst Alfons V. von Aragón, den man „Magnanimo“ nannte, und später Ludwig III. von Anjou, der 1424 einen Nachfolgekrieg zwischen den beiden provozierte, der seine Fortsetzung im Zusammenprallen von zwischen Alfons V. und Ludwigs Bruder, René I. von Anjou fand und 1442 mit der Besteigung des Throns von Neapel durch einen Souverän des Hauses Aragón endete.

### Zeit des Hauses Aragón (1442–1501)

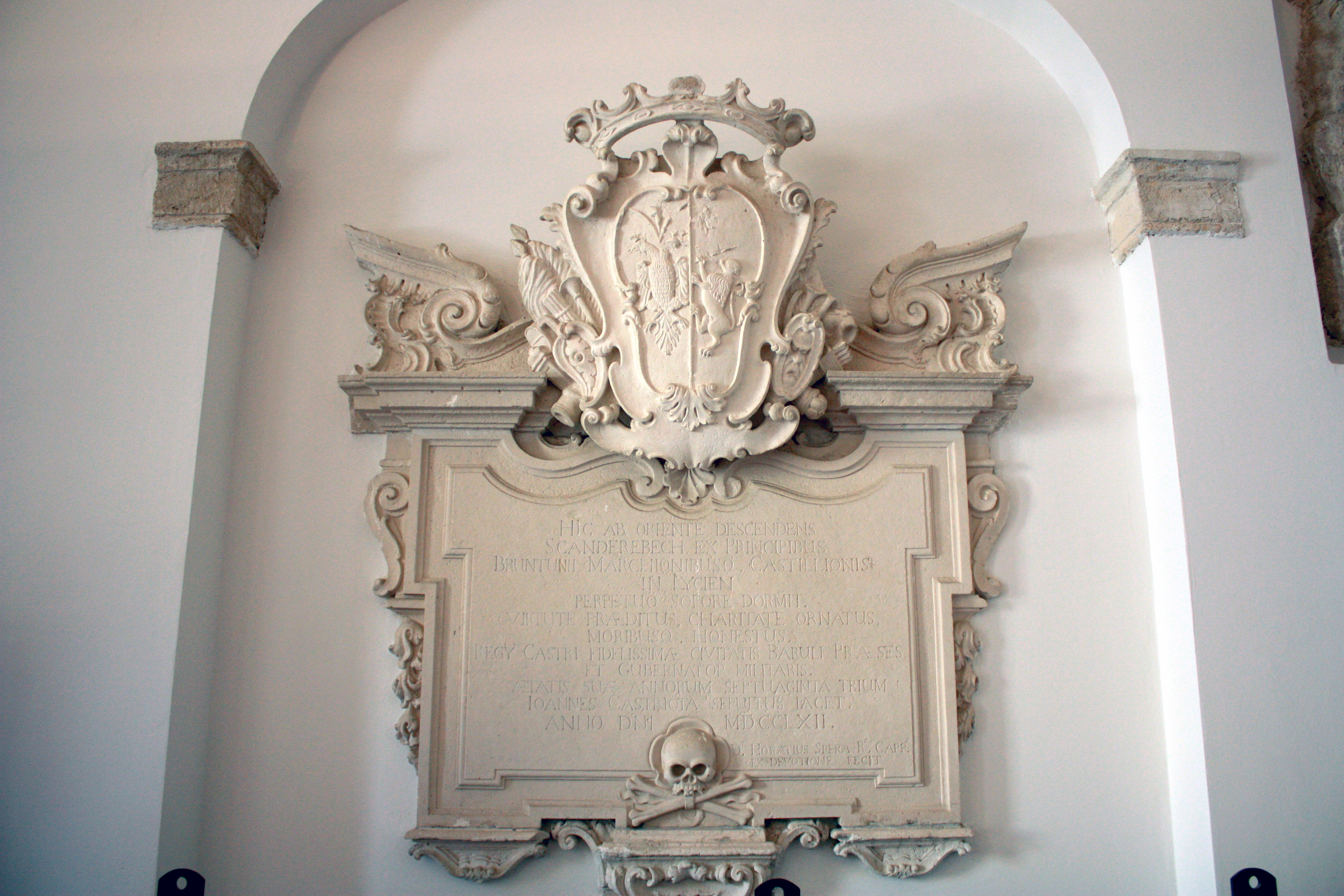
Grabplatte von Giovanni Castriota Scanderbeg, Kastellan von Barletta von 1750 bis 1762

Während der Herrschaft des Hauses Aragón, die in Barletta von 1442 bis 1501 dauerte, wurden die Verteidigungsanlagen der Festung und der Stadtmauer verstärkt, insbesondere in den Jahren 1458, 1461 und 1481. Nach dem Tod von Alfons V. 1458 folgte diesem Ferdinand I., genannt „Ferrante d’Aragona“ auf den Thron von Neapel. Er wurde am 4. Februar 1459 im Mariendom von Barletta gekrönt. Der Souverän verbrachte zwei weitere Jahre in Apulien, reiste aus Angst vor feindlichen Überfällen aus dem Landesinneren die Küste entlang und ließ sich dann im Castello di Barletta nieder, um sich der Untätigkeit und der Unterhaltung mit den Patriziern der Stadt zu widmen, ohne auf die Annäherung der Truppen von Johann II. von Lothringen zu achten. Die Belagerung wurde von Männern unter der Führung von Georg Kastriota, genannt „Skanderbeg“, zur Hilfe mit dem Regenten aus dem Haus Aragón verbunden, vereitelt, dem letzterer dann den Schutz der Stadt Barletta anvertraute und nach Kampanien zurückkehrte. Im Saal der Festung, in dem die Büste Kaiser Friedrichs II. erhalten ist, sind das Wappen von Skanderbeg und eine Gedenktafel als Zeugnisse für die Ankunft von Georg Kastriota angebracht. In diesen Jahren ließ der Souverän den Burggraben ausheben und den Hafen von Barletta erweitern, um ihn an die wirtschaftlichen Bedürfnisse der Zeit anzupassen.
Das letzte Jahrzehnt des 15. Jahrhunderts war durch eine massive, politische Instabilität gekennzeichnet, die von einer Reihe von Nachfolgen auf dem Thron diktiert waren, die mit dem Tod Ferdinands I. 1494 begannen und mit Friedrich I. von Neapel, dem letzten Herrscher des Hauses Aragón, der bis 1501 regierte, endeten. Ihm sind keine anderen Verdienste zuzuschreiben, als die Verstärkung bereits bestehender Verteidigungsanlagen.
Die Ereignisse, die die spanische Dynastie an die Macht brachten und zum Duell von Barletta führten, schlossen sich an das Zusammenprallen von Ferdinand II. von Aragón, genannt „der Katholische“ mit den Franzosen unter Ludwig XII. an, die im Sieg der Spanier 1503 in den Schlachten von Cerignola und Garigliano ihren Höhepunkt erreichten, wonach den Spaniern bis zum Ende desselben Jahres die Einnahme des gesamten Königreichs Neapel gelang.

### Spanische Zeit (1504–1707)

Das Castello di Barletta von Südosten nach den spanischen Umbauten

Mit der Ankunft der Spanier, die das Reich des Hauses Aragón ab 1504 nach den Vereinbarungen des Vertrags von Lyon einnahmen, begannen zunächst Befestigungsarbeiten an der Stadtmauer von Barletta mit dem Bau des „Paraticchio“-Forts entlang der westlichen Kurtine, dann zwischen 1514 und 1519 dem Bau der fünften Stadtmauererweiterung im „Rione di San Giacomo“ und schließlich mit dem Bau der „Porta Nuova“ und der „Porta Reale“. Wenn man im „Codice diplomatico“ von Barletta für die Jahre 1514 und 1515 nachschaut, so wird dort erwähnt, wie die Festung in einen schlechten Bauzustand abrutschte und ihre Struktur sich in Bezug auf die neuen Kriegstechniken der Artillerie als ungeeignet erwies. Die wirtschaftliche Situation der „Universität“ von Barletta war im Gegensatz dazu blühend, da sie auf die Anwesenheit vieler Händler, die aus Nachbarländern in die Stadt kamen, zählen konnte sowie auf das Prestige, das die Anwesenheit vieler Bänker aus Norditalien und Griechenland bot.
1528 fiel Barletta, das durch interne Spaltung auseinandergerissen und noch nicht vollständig von einem Mauerring umgeben war (Die Viertel San Vitale und Sant’Antonio Abate im Osten waren noch „außerhalb der Mauern“.), einer imposanten Zerstörung durch die Franzosen zum Opfer. Plünderungen und Brände verursachten die Zerstörung zahlreicher Kirchen und Klostergebäude, die außerhalb der Mauern lagen. Bei dieser Gelegenheit wurde die Festung von den Franzosen besetzt, denen es gelang, mithilfe einer Fraktion von Bewohnern Barlettas über die Mauern im Osten der Stadt zuzugreifen, die später einer Verstärkung unterzogen wurden, aber keine strukturellen Schäden erlitten haben. Mit dem Damenfrieden von Cambrai 1529 fielen Festung und Stadt Barletta in die Hände des Kaisers Karl V., des Enkels von Ferdinand II. von Aragón. Dieser ließ mit den Arbeiten der Anpassung der Festung an die Kanonen, die ab 1532 gebaut wurden, beginnen. Die Arbeiten dauerten weitere 60 Jahre und umfassten drei Perioden: Von 1532 bis 1537, von 1555 bis 1559 und von 1578 bis 1598.
Unter der Führung der Habsburger wurde die Festung entscheidenden Umbauten unterzogen, um sie auf mögliche feindliche Angriffe, nicht nur mit Blankwaffen, wie dem Schwert oder dem Speer, sondern auch mithilfe von Schwarzpulver und Kanonen, vorzubereiten. Die konstruktive Logik des 16. Jahrhunderts sah Burgen vor, die nicht nur mit Ausgucktürmen, die schwierig zu erklettern waren, nach oben gebaut waren, sondern mit soliden Werken und besonders imponierend, normalerweise umgeben von weitläufigem, flachen Gelände zur effektiveren Kontrolle des Feindes vom Boden aus.

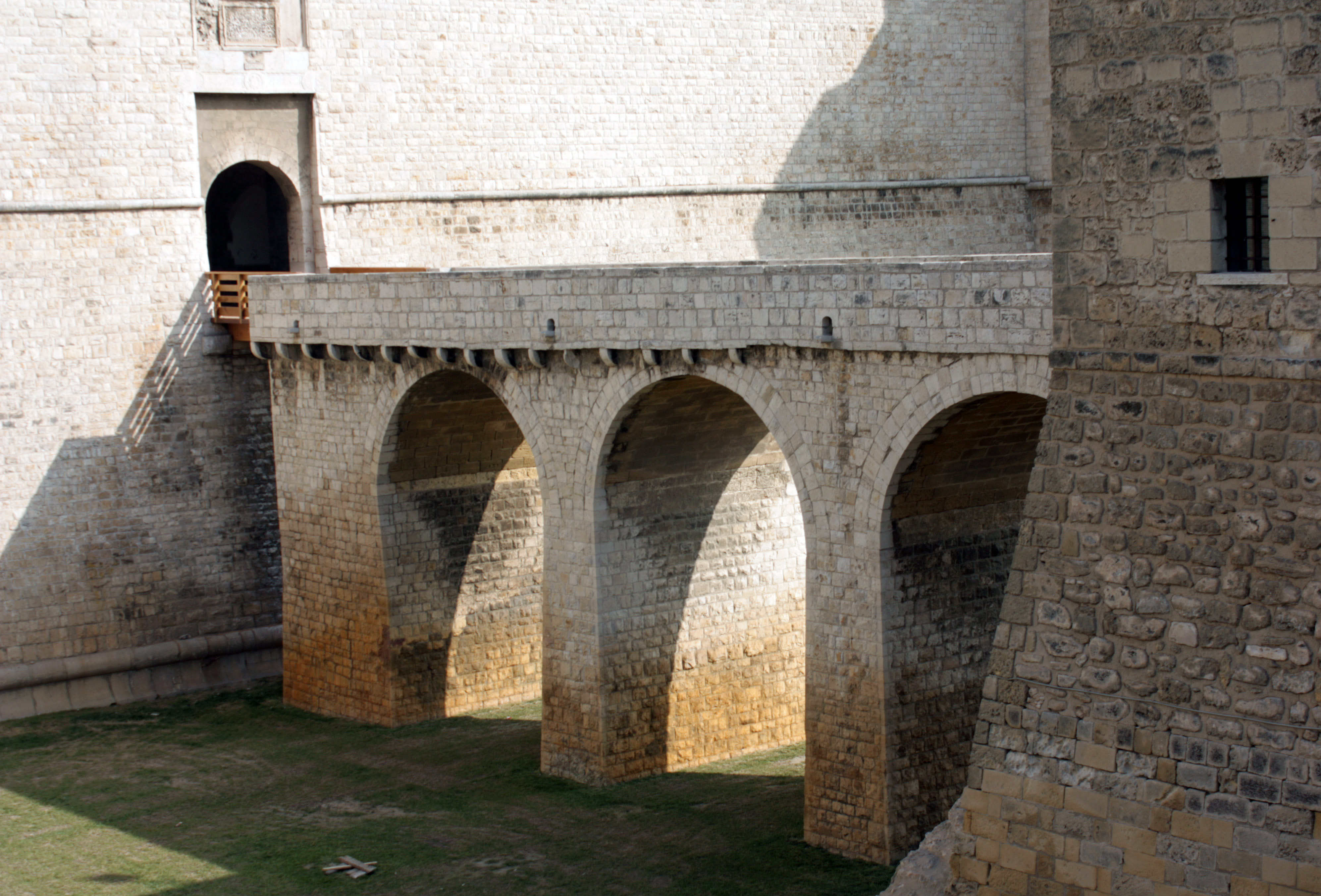
Die Steinbrücke und die heutige Holzbrücke von Südwesten

Gebäude in der Nähe der Festung wurden abgerissen, um den Umbau der Festung zu ermöglichen, darunter auch einige Kirchen, wie die Santa Maria delli Frati oder die Santa Caterina. Karl V. ließ so eine Verdickung der Mauern bis zu einem Abschnitt von 7 bis 12 Metern Größe unter Einbeziehung der alten Anlagen durchführen: Bauteile, die das Haus Anjou hatte bauen lassen, wurden in neu gebaute integriert, wobei alle Teile, die nicht den Vorstellungen des Bauherrn von Größe und Symmetrie entsprachen, abgerissen wurden. Die Arbeiten auf Geheiß von Karl V. unter der Leitung des Militärarchitekten Evangelista Menga dauerten zunächst von 1532 bis 1537 und wurden dann von seinen Nachfolgern bis 1598 fortgesetzt. Die Arbeiten hatten hauptsächlich die Erstellung der vier Eckbastionen zum Ziel. Ihre traditionelle Benennung, die der entspricht, die der Architekt Grisotti während der Restaurierungsarbeiten in den 1980er-Jahren verwendete, stammt von 1559, wurden in einem Dokument zitiert und lauten (von Südwesten aus im Uhrzeigersinn): Santa Maria, San Vincenzo, Sant’Antonio und Dell’Annunziata. Anfang des 19. Jahrhunderts wurde die Benennung der Bastionen in einem Grundriss eines unbekannten, französischen Autors vollständig auf den Kopf gestellt: Die Bastion Santa Maria hieß „San Giacomo“, die Bastion San Vincenzo „della campagna“, die Bastion Dell’Annunziata schließlich „di San Vincenzo“.
Zusammen mit den neuen Mauern spanischer Prägung wurde die Abdeckung aller Bauten aus den vorhergehenden Epochen durchgeführt, so des „Palatiums“ aus der Zeit des Hauses Anjou, dessen Fundamente die Wände einer Zisterne zur Sammlung von Niederschlag bildeten, die in die Mitte des Innenhofes der Festung gesetzt wurde, der normannischen Türme und aller Mauerabschnitte, die heute noch existieren.

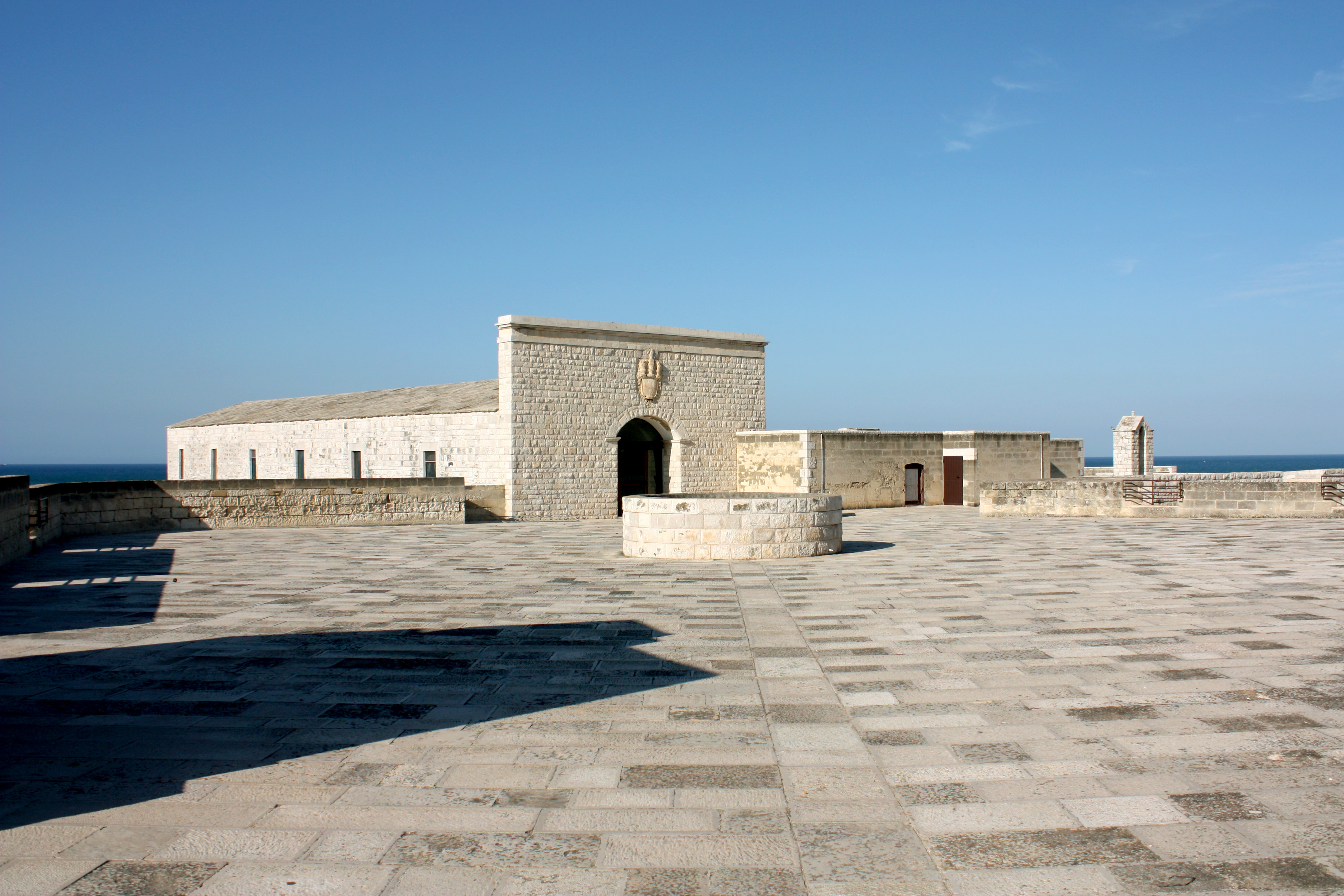
Der Baukörper des Laboratorio degli Artificieri (dt.: Kampfmittelbeseitigungslabor) und im ersten Obergeschoss das Oberlicht der Kasematte der Bastione di Santa Maria

Das Castello di Barletta erhielt so sein heutiges Aussehen: Eine vierseitige Anlage mit vier fünfeckigen Bastionen an den Ecken, Kanonen auf allen Seiten und ein Burggraben, der die Separierung vom Festland auf drei Seiten ermöglichte. Die vierte Seite im Norden zeigt dagegen zur Küste und garantiert so die Verteidigung gegen Angriffe vom Meer aus. Der Zugang zur Festung wird durch eine hölzerne Zugbrücke vermittelt, die gänzlich im 16. Jahrhundert errichtet wurde. Jedenfalls wurde die Burg, die renoviert und als Festung ausgebaut worden war, wegen der Verlagerung der Interessen aus dem Mittelmeerraum hin zur Neuen Welt nicht mehr für militärische Zwecke genutzt.
Zwischen dem Ende des 16. und dem Anfang des 17. Jahrhunderts begannen weitere Komplettierungs- und Erhaltungsarbeiten an der Festung, die auch auf die Herstellung weniger schwieriger Wohnverhältnisse und die Trockenlegung der Sumpfgebiete der Stadt und des Umlandes abzielten. 1621 ließ Philipp IV. von Spanien Unterhaltsarbeiten durchführen und entschied sich zum Bau eines Kampfmittelbeseitigungslabors auf dem Dach des Westflügels. Die Erdbeben von 1627 und 1629 beschädigten zahlreiche Gebäude in Barletta, aber die Festung zeigte keine Zeichen einer Setzung. Der ganzen Stadt brachte dagegen die Pest, die Barletta zwischen 1656 und 1657 heimsuchte, Schaden, indem sie die Bevölkerung dezimierte. Die Sage berichtet, dass die Epidemie durch das Einschreiten der Madonna della Sterpeto, deren Ikone damals in einem von der Krankheit betroffenen Orte gefunden wurde, im März 1657 endete. In der Gegend wurde dann das Heiligtum für die Jungfrau errichtet.
Nach dem Tod von Karl II. von Spanien Anfang des 17. Jahrhunderts wurde der 17. Fürst Philipp von Anjou zum neuen König von Spanien ausgerufen und wurde so Eigentümer der Festung.

### 18.–21. Jahrhundert
Die Ankunft Philipps von Anjou verursachte den Ausbruch des Spanischen Erbfolgekrieges zwischen Frankreich und Österreich. Dem Haus Habsburg, das zuerst die Lombardei und dann das Königreich Neapel im Besitz nahm, gelang es unter der Führung von Karl VI., von 1707 bis 1734 die Macht zu halten. In diesen 27 Jahren ließ man das Castello di Berletta in einen Zustand des Leerstands und des schweren Verfalls fallen, bezeugt durch ein „Inventario delle Munizioni da Vitto e de Guerra del Regio Castello di Barletta“ von 1722, dank dem man über das völlige Fehlen der Unterhaltung oder Restaurierung von Seiten der österreichischen Regierung Bescheid weiß. Der Zustand zeigte sich noch offensichtlicher im Jahre 1734, als Giulio Borromeo Visconti, der österreichische Vizekönig, sich am Vorabend der Schlacht von Bitonto auf das Castello di Barletta flüchtete und es vollkommen unbrauchbar fand.

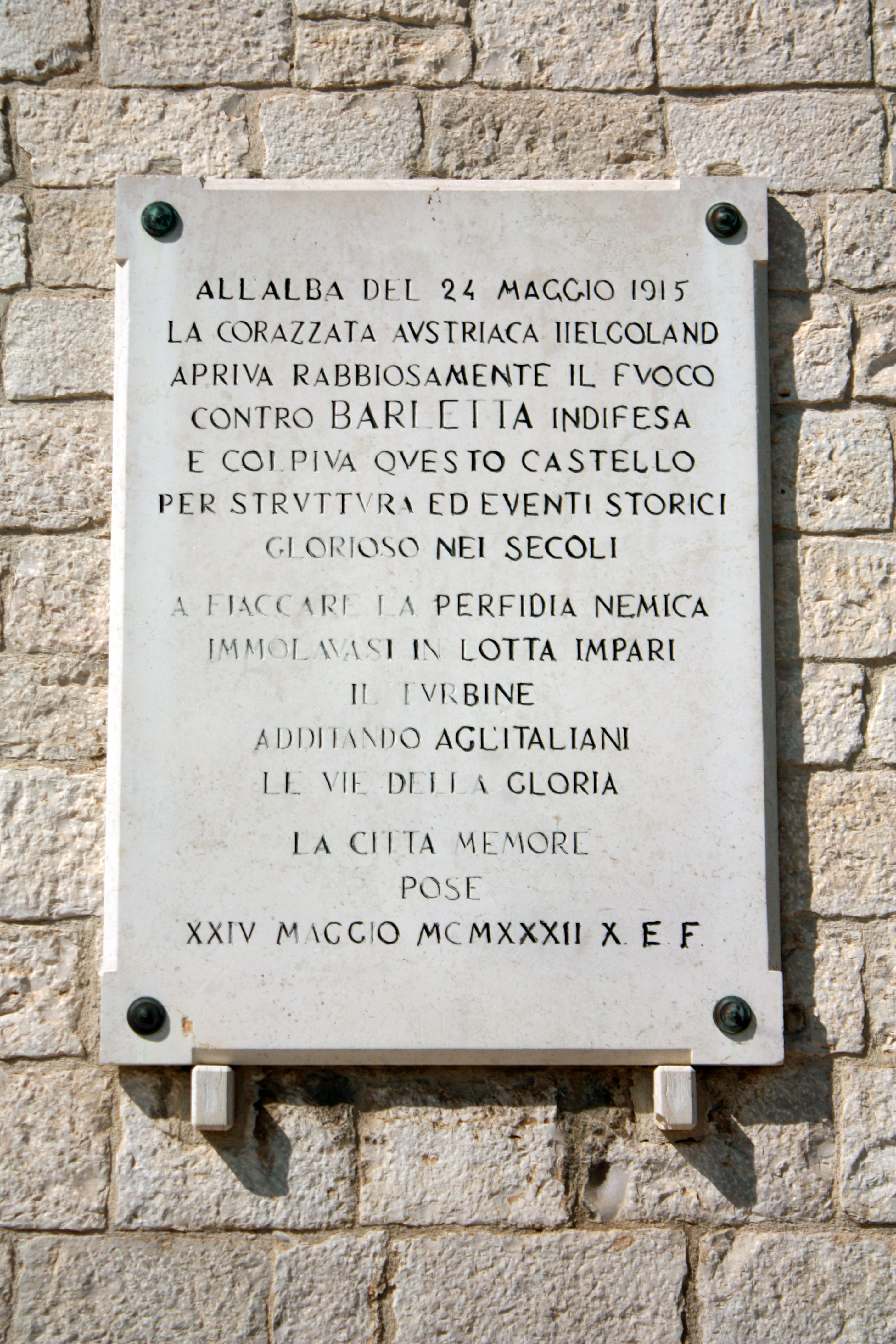
Marmortafel am Ravelin zur Erinnerung an den österreichischen Angriff während des Ersten Weltkrieges

Das Ende des österreichischen Vizekönigtums kam am 25. Mai 1734 mit der Schlacht von Bitonto gegen die spanischen Bourbonen unter der Führung von Karl III., dem Sohn von Philipp V. Mit dem Friedensvertrag über Schifffahrt und Handel von 1740, der mit dem Osmanischen Reich geschlossen wurde, endeten die Befürchtungen einer türkischen Invasion und damit auch die Notwendigkeit eines Verteidigungssystems mit typischer Militärarchitektur. Die Bourbonen regierten stabil bis 1799, einschließlich einer friedlichen Übergabe der Macht von Karl III. auf seinen Sohn Ferdinand, die 1759 stattfand. Rechtzeitig zum Ende des 18. Jahrhunderts begannen auf der Welle der Italienfeldzuges der Truppen der ersten Französischen Republik revolutionäre Umtriebe, die zur Proklamation der Parthenopäischen Republik führten. Barletta gehörte zu den ersten Städten, die sich dem Aufstand anschlossen, sodass das französische Protektorat sich 1805 anschließen konnte, gefolgt von einer echten französischen Herrschaft nach der Krönung von Napoleon Bonaparte, die mit der Anwesenheit von Joseph Bonaparte, dem Bruder des Kaisers, in den Jahren 1806–1807, gefolgt von Joachim Murat bis 1813, einherging. Nachdem der französische General am 14. April 1813 das Castello di Barletta besucht hatte, ordnete er die Fortführung der Reparaturarbeiten an den Verteidigungsanlagen in Hinblick auf einen möglichen Krieg mit den europäischen Mächten an, was zur Rückkehr des bourbonischen Kommandos bis zur Einigung Italiens führte. Von 1860 bis 1870 diente die Festung als Militärgefängnis, aber 1876 wurde sie, nachdem sie als ungeeignet für Kriegseinsätze erachtet worden war, in einer Versteigerung für 30.100 Lire an die Stadt Barletta vergeben.
Der letzte militärische Einsatz, der das Castello di Barletta betraf, fand am 24. Mai 1915 statt, als der österreichische Aufklärungskreuzer Helgoland sechs Kanonenschüsse auf die Nordfassade und die nördliche Bastion der Festung, die zum Meer hin zeigen, feuerte. Die Festung wurde letztlich dank des Eingreifens des Zerstörers Turbine, die zur Verteidigung der Stadt kam, vor weiteren Einschlägen gerettet.

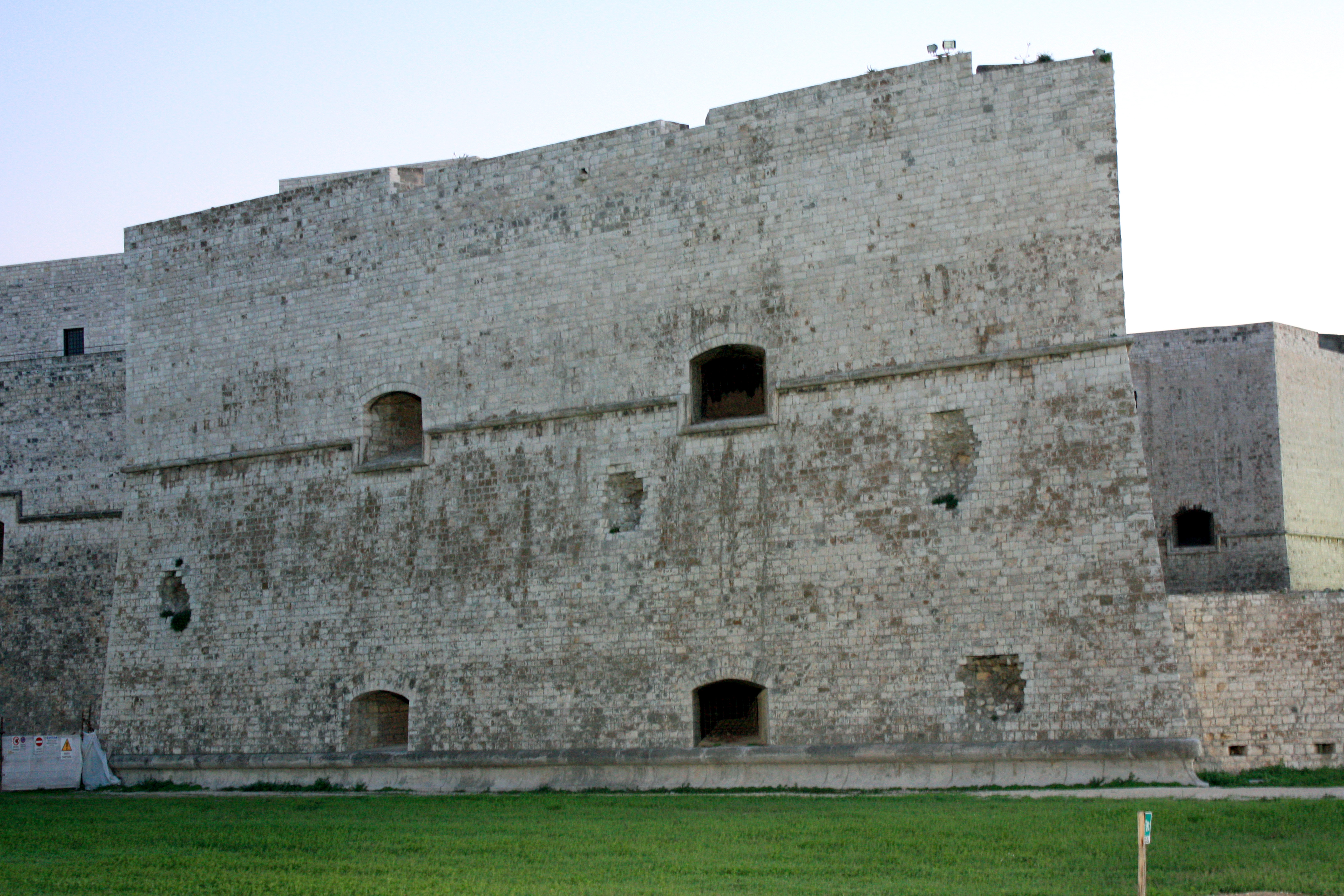
Spuren der Kanoneneinschläge an der Bastion San Vincenzo, die im Ersten Weltkrieg verursacht wurden.

An der Südfassade des Ravelins wurde zur Erinnerung an dieses Ereignis eine Marmortafel angebracht, auf der zu Lesen steht:

„All’alba del 24 maggio 1915 la corazzata austriaca Helgoland apriva rabbiosamente il fuoco contro Barletta indifesa e colpiva questo castello per struttura ed eventi storici glorioso nei secoli. A fiaccare la perfidia nemica immolavasi in lotta impari il Turbine additando agli italiani le vie della gloria. La città memore pose. XXIV maggio MCMXXXII XI E.F.“
(dt.: Im Morgengrauen des 24. Mai 1915 eröffnete der österreichische Aufklärungskreuzer „Helgoland“ wütend das Feuer auf das unbewaffnete Barletta und traf diese Festung, die für ihre Bauart und historischen Ereignisse seit Jahrhunderten berühmt ist. Um diese feindliche Unverschämtheit zu schwächen, opferte sich die „Turbine“ in ungleichem Kampf und führte die Italiener auf die Wege des Ruhms zurück. Die Stadt erinnert sich daran. XXIV. Mai MCMXXXII XI E.F.)

Im September 1943 war die Festung während des Zweiten Weltkrieges Sitz einer militärischen Garnison, die erheblichen Widerstand gegen die deutsche Armee leistete, die entschlossen war, die Stadt in der Folge des Waffenstillstandes zwischen den Italienern und den Alliierten einzunehmen. Der Einmarsch der deutschen Truppen in die Stadt gipfelte im Massenmord vom 12. September 1943. Drei Jahre später wurden die Gärten der Festung, die seitdem nicht mehr genutzt wurde, in Ordnung gebracht.
Zwischen 1973 und 1987 fanden Restaurierungsarbeiten an der gesamten Festungsanlage statt; am 8. Mai 1973 wurde Ingenieur Marcello Grisotti mit der Leitung beauftragt. Mit dem Abschluss der Arbeiten war die Festung für die Nutzung durch die Stadt und die Touristen bereit, auch dank der Gründung eines Stadtmuseums für temporäre Ausstellungen und Konferenzen, sowie einer Stadtbibliothek im frederizianischen Flügel. Am 7. Dezember 2002 wurde der gesamte Bereich nach etwa zwei Jahre dauernden, abschließenden Restaurierungen, wie der Wiederherstellung der Burggärten, die in einen Park mit besonders ausgestatteten Bereichen verwandelt worden waren, der Bürgerschaft von Barletta zurückgegeben, die es zu einem Mittelpunkt des historischen Stadtzentrums machte.

## Beschreibung

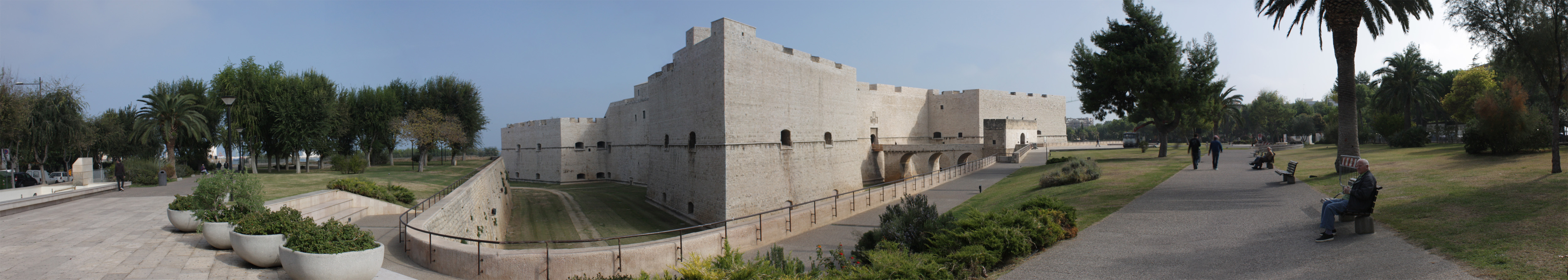
Panoramaansicht der Festung aus Südwesten

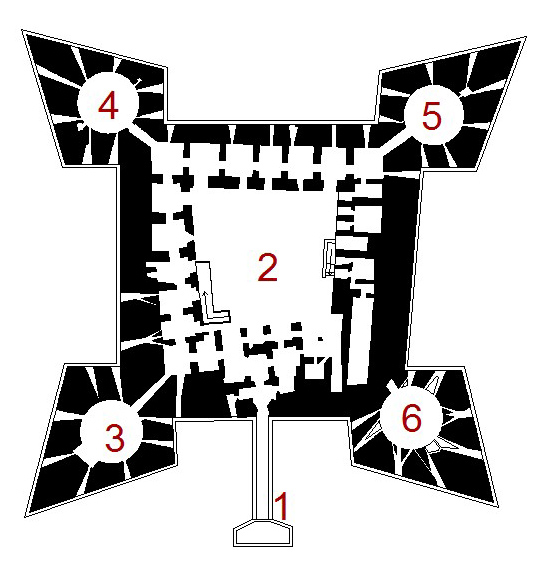
Grundriss des Erdgeschosses: 1. Ravelin; 2. Innenhof; 3. Bastion Santa Maria; 4. Bastion San Vincenzo; 5. Bastion Sant’Antonio; 6. Bastion Annunziata

Die Festung liegt am gleichnamigen Platz im „Santa-Maria“-Viertel im Nordosten der Stadt. Sie ist ein strategischer Punkt im städtischen Leben und ein starker Dreh- und Angelpunkt der Stadt: Das städtische Gefüge von Barletta hat sich in der Tat aus der doppelten Polarität, der Kirche und dem Militär, entwickelt, die sich durch die Nachbarschaft der Kathedrale Santa Maria Maggiore und der Festung ergab.
Die Längen der Außenseiten der Festung, gemessen am Fuß der Eckbastionen, sind unterschiedlich; die Ostfassade, die längste von allen, ist etwa 127 Meter lang, die Westfassade 3 Meter kürzer und die Nord- und Südfassaden sind etwa 120 Meter lang. Die Diagonale durch die Ecken der Bastionen misst etwa 125 Meter; in ihrem Inneren befinden sich zwei Reihen von Kasematten übereinander, die beide Durchmesser von 16 Metern besitzen. Die Höhe der Westfassade, die angesichts des Baukörpers des Laboratorio degle Artificieri die höchste ist, beträgt etwa 24 Meter, wogegen die Nordfassade, die niedrigste, eine maximale Höhe von 19 Metern aufweist. Die Dicke der Festungsmauern variiert von fünf bis zwölf Metern und sie sind aus Kalkstein errichtet, der in quadratische, kaum mit Bossenwerk versehene Blöcke geschnitten wurde, von denen ein Großteil von Gebäuden stammt, die während der Plünderung 1528 zerstört wurden.
Die Festung ist auf allen Seiten bis auf die Nordseite von Gärten umgeben, die nach den Gebrüdern Cervi benannt sind. Zwischen Festung und Gärten befindet sich ein breiter und tiefer Graben, der an der tiefsten Stelle 12 Meter unter der Ebene der Zugangsbrücke erreicht. Das Gebäude hat einen „polaren“ Grundriss quadratischer Form mit charakteristischen, fünfeckigen, gespitzten Bastionen an den vier Ecken und vier Gebäudeflügeln, die sie verbinden. In der Mitte befindet sich ein quadratischer Innenhof.

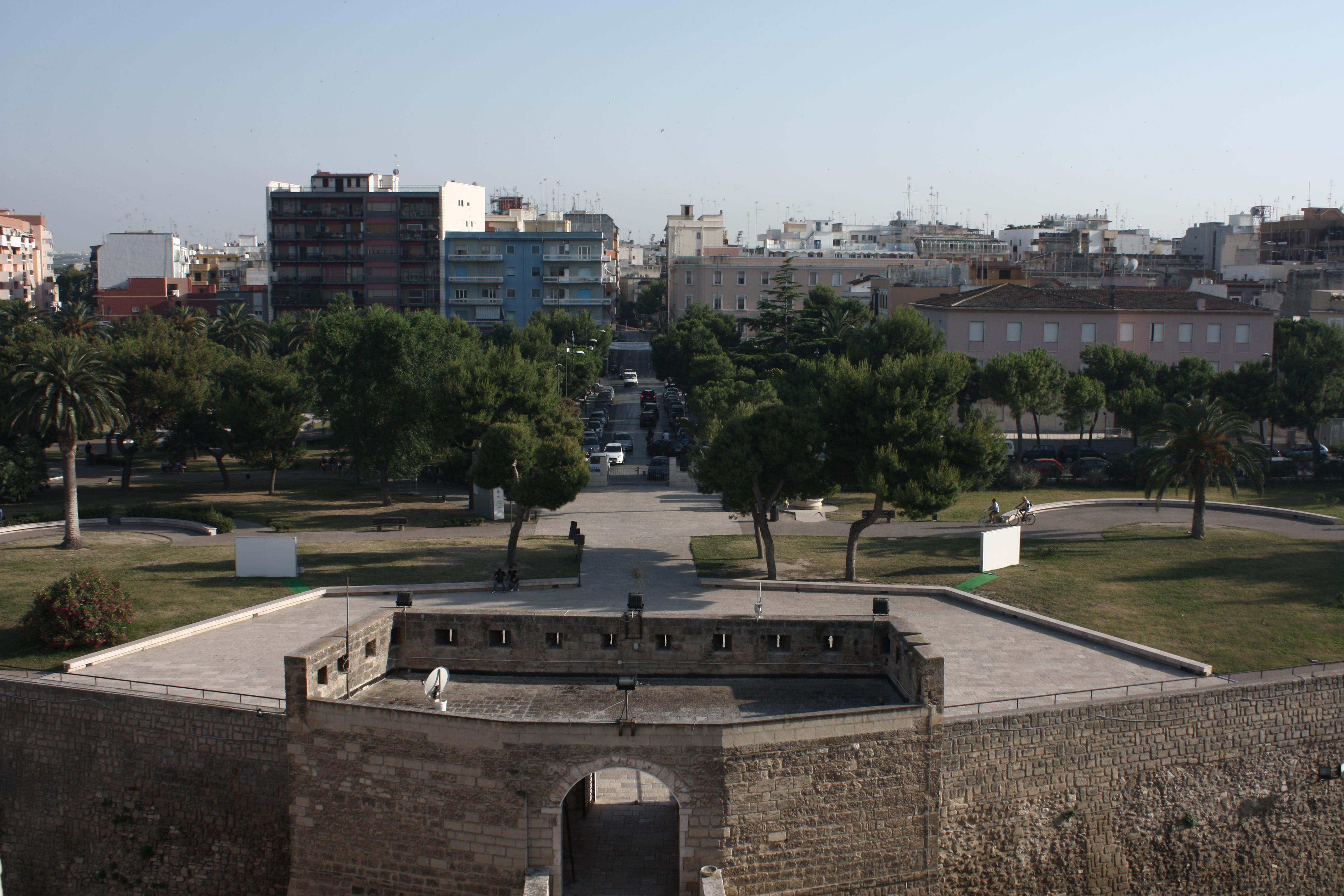
Blick nach Süden über das Ravelin und die Gärten der Festung

Alle Fassaden der Festung sind vertikal in drei Teile aufgeteilt: Der untere Teil mit dem leicht angeschrägten Fundament endet oben mit einem ziemlich vorspringenden Stierstab, in einigen Fällen unterbrochen von Kanonenständen. Der mittlere Teil, der unten mit Schießscharten für die Kanonen und weiteren, kleinen Lüftungsöffnungen versehen ist, ist durch den typischen Verkleidungsstein des Castello di Barletta charakterisiert und hat oben einen weiteren Stierstab, der aber kleiner ist als der im unteren Teil. Auch dieser ist gelegentlich durch die üblichen Schießscharten unterbrochen. Der oberste Teil, der durch Sichtmauerwerk unterbrochen ist, wird durch Zinnen gekrönt. Im oberen Teil der Ecke der Südostbastion gibt es ein steinernes Wappen der spanischen Dynastie.
Vor dem Eingang zur Festung liegt eine Straßenerweiterung, „Piazza d’Armi“ genannt, vor der sich das Ravelin erhebt. Sobald man diesen Eingang durchschritten hat, befindet man sich auf einer gemauerten Brücke mit drei Bögen. Der vierte Bogen in Tuff wurde während der Restaurierungsarbeiten 1973–1987 durch eine hölzerne Brücke ersetzt. Unterhaltungsarbeiten nur für die Holzbrücke fanden vom 6. bis zum 17. Oktober 2008 statt. Das Eingangsportal öffnet sich an der Südfassade und zeigt einen rechteckigen Zugang, der in einen Bogen integriert ist. Über diesem Eingang sitzt ein Architrav, der mit Dekorationen und einer Steinplatte verziert ist, die die Übergabe der Festung, wie wir sie heute sehen, im Jahre 1584 bezeugt.

### Außenbereich

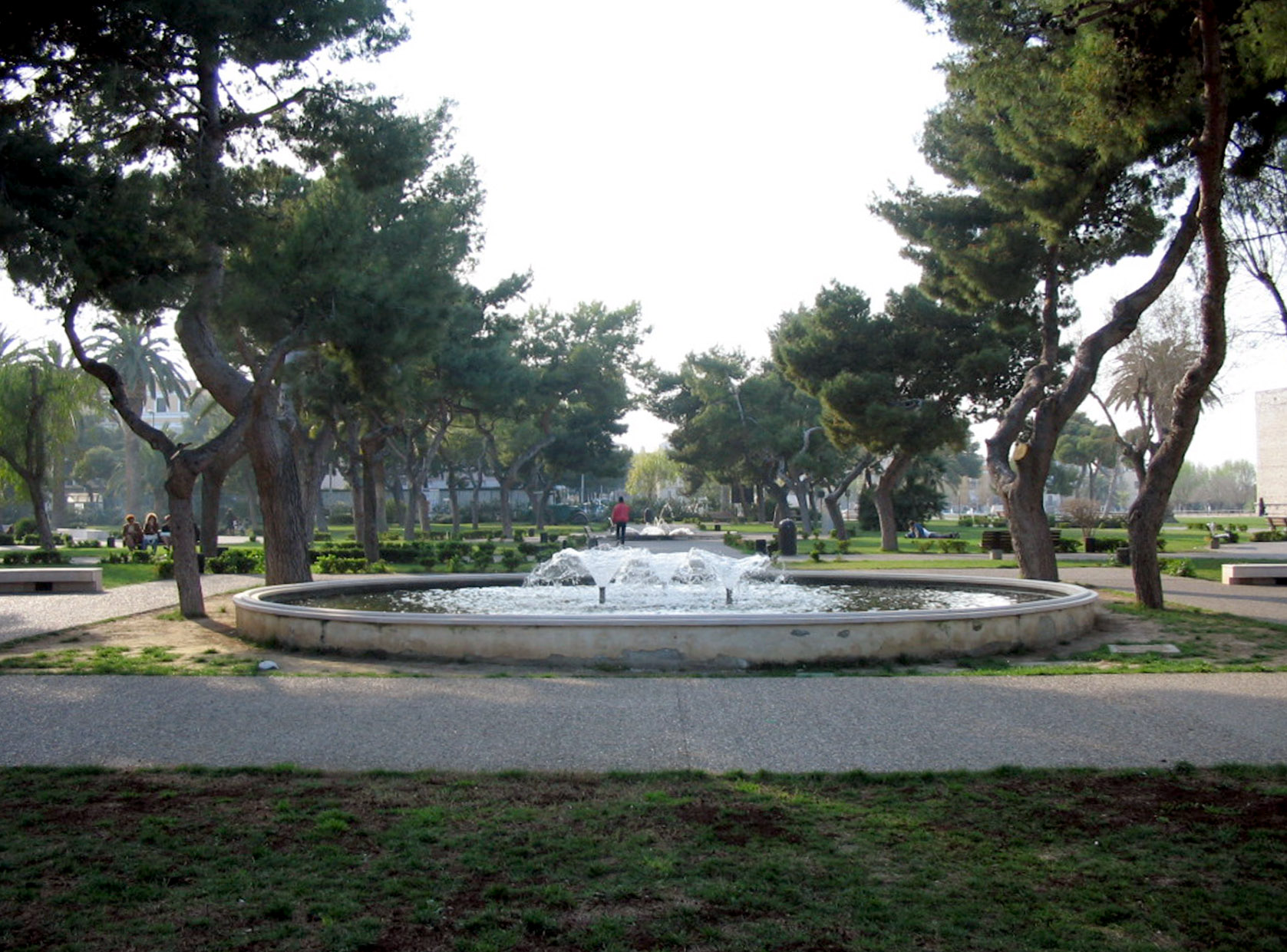
Ein Blick über die Fratello-Cervi-Gärten um die Festung

#### Der Burggraben
Die Festung ist allseitig mit einem Graben umgeben, der im Bereich der Bastionen etwa 24 Meter breit ist und im Bereich der Außenmauern etwa 35 Meter. Er erweitert sich schließlich auf der Nordseite, zum Meer hin, auf über 110 Meter, um sich dann in eine Arena auszulaufen, die sich etwa 100 Meter vom Meeresstrand entfernt findet. Er ist durch eine Abstützmauer mit einer Gesamtlänge von etwa 700 Metern und einer maximalen Höhe von sieben Metern eingefasst. Sie liegt etwa 1,5 Meter über dem Meeresspiegel und 7,85 Meter unterhalb der Eingangsebene der Festung und war ab der normannischen Zeit von Meerwasser umspült. In der Zeit des Hauses von Anjou umgab die Küste die Nordseite. Schon für das Ende des 16. Jahrhunderts bestätigen die historischen Grundrisse den Rückzug des Wassers und die Wandlung des Grabens in ein Sumpfgebiet, das ab dem Ende des 19. Jahrhunderts bis mindestens 1931 kultiviert wurde. Das erste Dokument, in dem der Bau eines Burggrabens angeordnet wurde, stammt vom 10. Februar 1280, in dem der Bau von der Ostfassade aus, also Richtung Trani, begonnen werden und sich dann über die Südseite bis zum Turm im Nordwesten erstrecken sollte, wobei die Mauer im Norden im direkten Kontakt mit den Wassern des adriatischen Meeres belassen werden sollte. Ende des 15. Jahrhunderts ließ Ferdinand I. mit der Ausschachtung fortsetzen und am 15. September 1515 bat der Bürgermeister, der sich vor einem Krieg fürchtete, um eine Fertigstellung der Arbeiten für den Graben und die Stadtmauer (it.: mura urbiche).

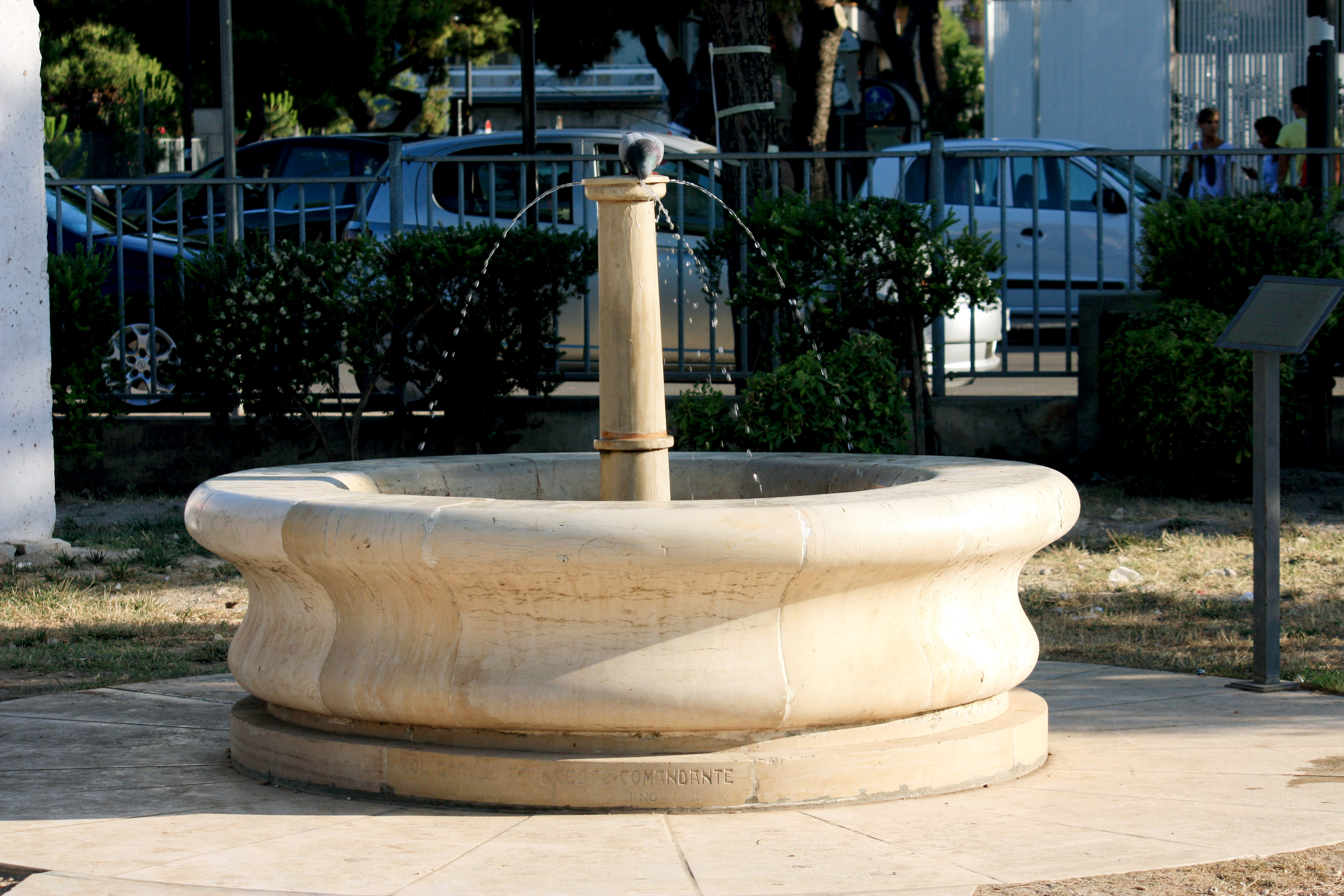
Historischer Brunnen in den Gärten der Festung

Die Restaurierungsarbeiten, die 1973–1987 durchgeführt wurden, betrafen auch den Burggraben und die Stützmauern, die mit einem Abflusssystem erdbebensicher umgebaut wurden. 2004 ging dann die Stadtverwaltung zur weiteren Verbesserung des Grabens durch Anlage eines Rasens mit Bewässerungssystem über.

#### Die Gärten
Die nach den Gebrüdern Cervi benannten Gärten der Festung erstrecken sich auf der Ost-, Süd- und Westseite der Anlage. Sie wurden in Hinblick auf ihren Zustand und das Beleuchtungssystem restauriert und so in einen Park mit eigens benannten Flächen verwandelt und nach zwei Jahren, am 7. Dezember 2002, wurden sie der Bürgerschaft von Barletta zurückgegeben, die sie zu einem Schwerpunkt des historischen Zentrums machten. In der Nähe des Eingangs zu den Gärten, der sich in einer Achse mit dem Ravelin befindet, hat der historische Zierbrunnen seinen Platz gefunden, wie es die Soldaten des Militärbezirks dringend gewünscht hatten, und wurde am 11. November 1941 eingeweiht. Der Brunnen, der abgeschaltet und darüber hinaus bei Kriegsereignissen teilweise zerstört worden war, wurde rekonstruiert und am 12. Juni 2004 wieder in Betrieb genommen, auch dank der minuziösen Restaurierungsarbeiten an den Steinblöcken, die wieder als Verteilungspunkte für Trinkwasser dienen können.

#### Ravelin und Zugangsbrücke

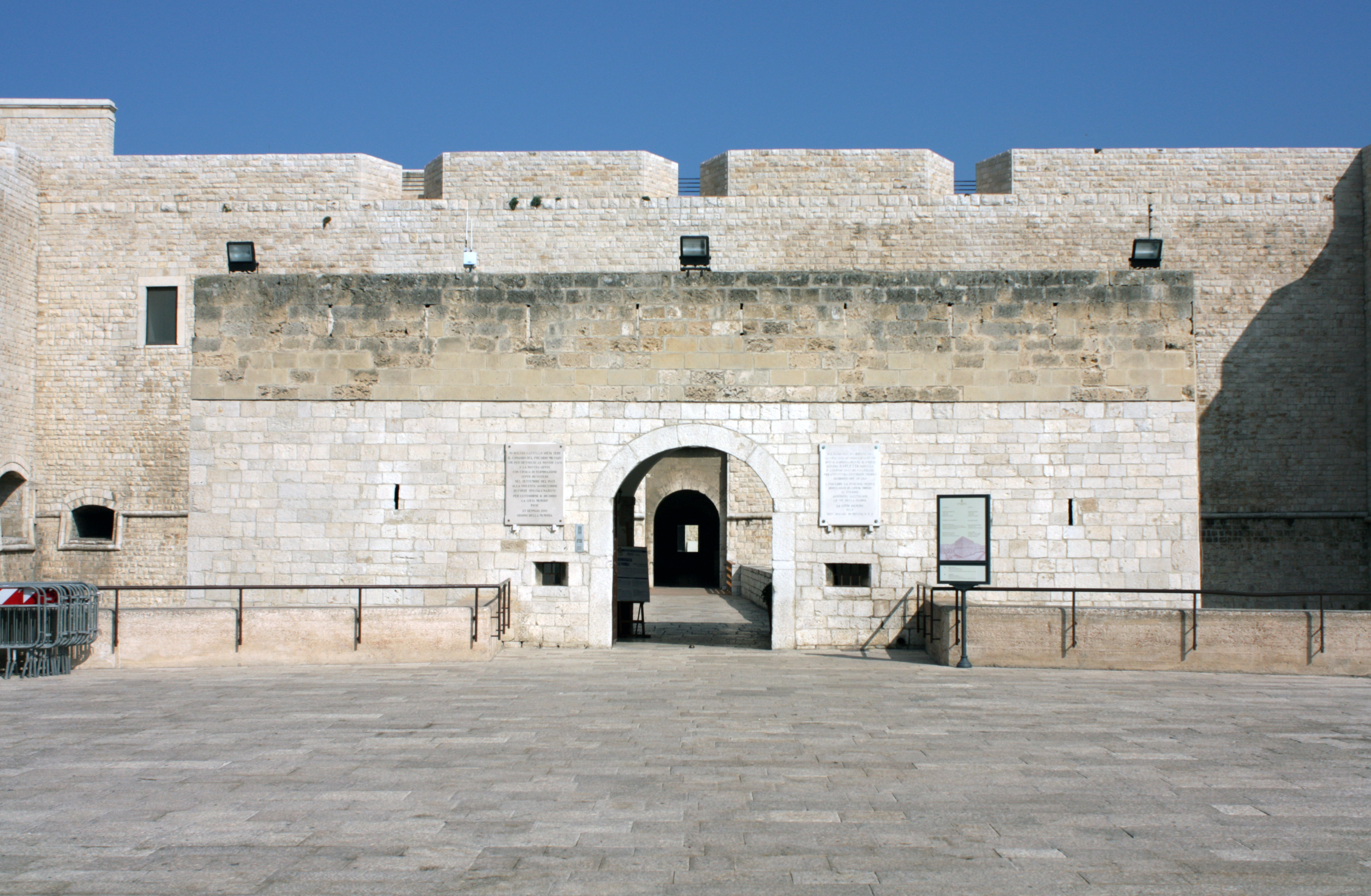
Das Ravelin des Castello di Barletta

Den Zugang zur Festung vermittelt ein Ravelin und eine nachfolgende Brücke, die die Überquerung des Burggrabens ermöglicht. Bis zum 18. Jahrhundert war das Ravelin Teil eines breiteren Verteidigungssystems, das über gewundene Wege zur Straßenerweiterung vor dem Wachgebäude führte. Diese ist in zwei leere Plätze neben dem Atrium in der Mitte unterteilt, von denen jeder eine Öffnung in der Wand gegenüber dem Eingang hat, wogegen das Dach mit einer Tuffmauer eingefasst ist, die mit Schießscharten versehen ist, außer auf der Seite zur Brücke hin, wo die Balustrade niedriger ist, um militärische Manöver mit dem Inneren zu ermöglichen. Während der Restaurierungsarbeiten der 1980er-Jahre tauchte eine Treppe auf, die von dem leeren Platz auf der Westseite zur Terrasse der Anlage geführt haben muss. Die gefundene Treppe wurde jedoch nicht wieder nutzbar gemacht, da der Ravelin keinen Ausgang zur Terrasse hat. Daher gelangt man zur Terrasse nur über eine gemauerte Brücke und eine Außentreppe.
Nach dem Ravelin war die Zugangsbrücke zur Festung bis zur Restaurierung von Grisotti durch drei massive, vertikale und mit Bögen versehene Pylone unterstützt und darüber hinaus durch einen Bogen geringeren Ausmaßes, der den letzten Pylon mit der Festung verband und etwa auf das 19. Jahrhundert datiert wurde, also nach der Beseitigung der Zugbrücke. Die Restaurierungsarbeiten führten angesichts des prekären Zustandes und der fehlenden historischen Matrix zum Abriss dieses letztgenannten Bogens und, dank der Entdeckung des Auflagepunktes der alten Zugbrücke, die Ende des 16. Jahrhunderts gebaut worden war, und dort bis zu ihrer Entfernung im Jahre 1861 geblieben war, zum Bau einer festen hölzernen Verbindungsbrücke, die an das alte, bewegliche Schutzsystem erinnerte. Die Holzbrücke wurde 2008 einer weiteren Erhaltungsmaßnahme unterzogen, bei der Holzbalken ausgetauscht wurden.

#### Eingangsportal und Fassaden

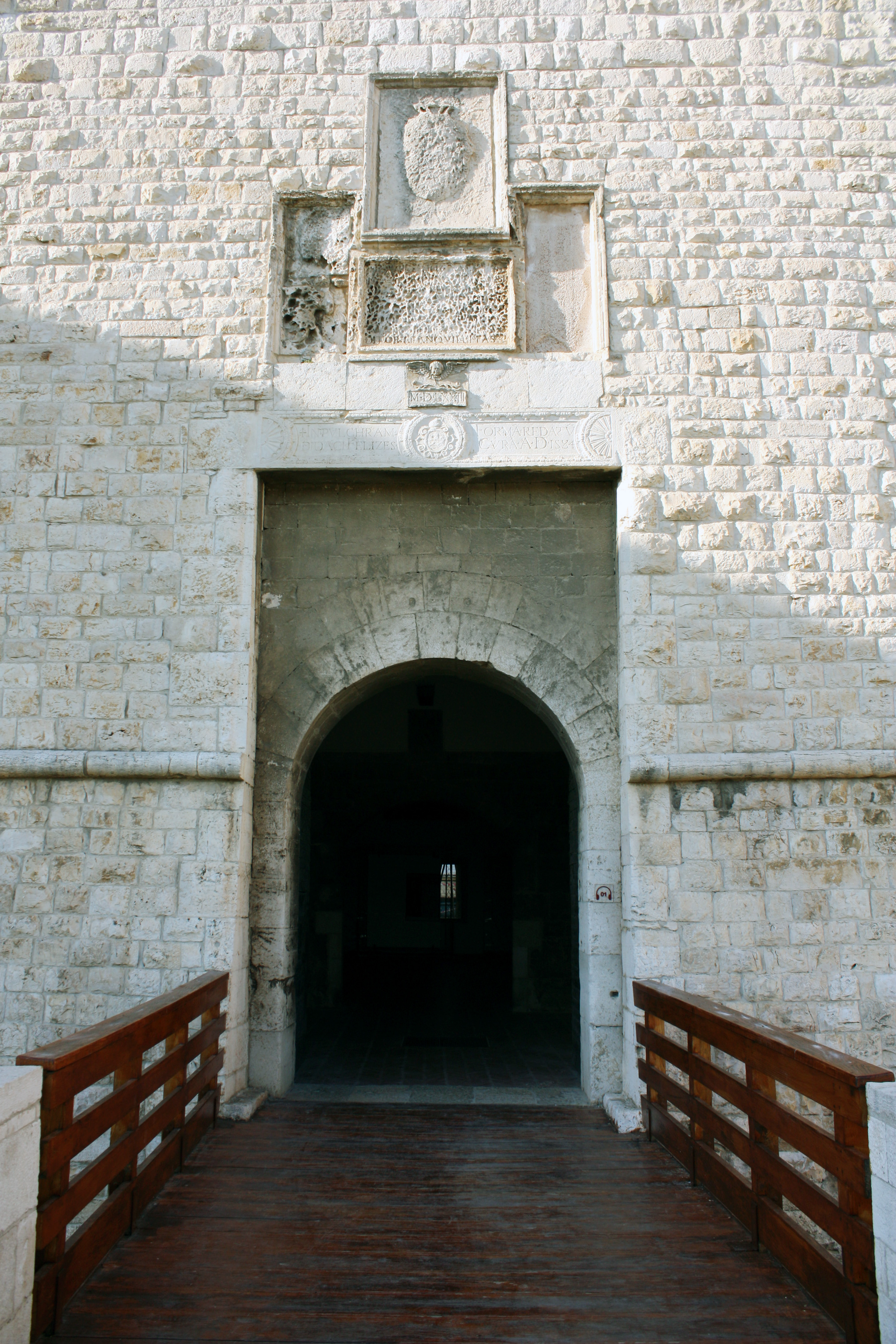
Eingangsportal der Festung

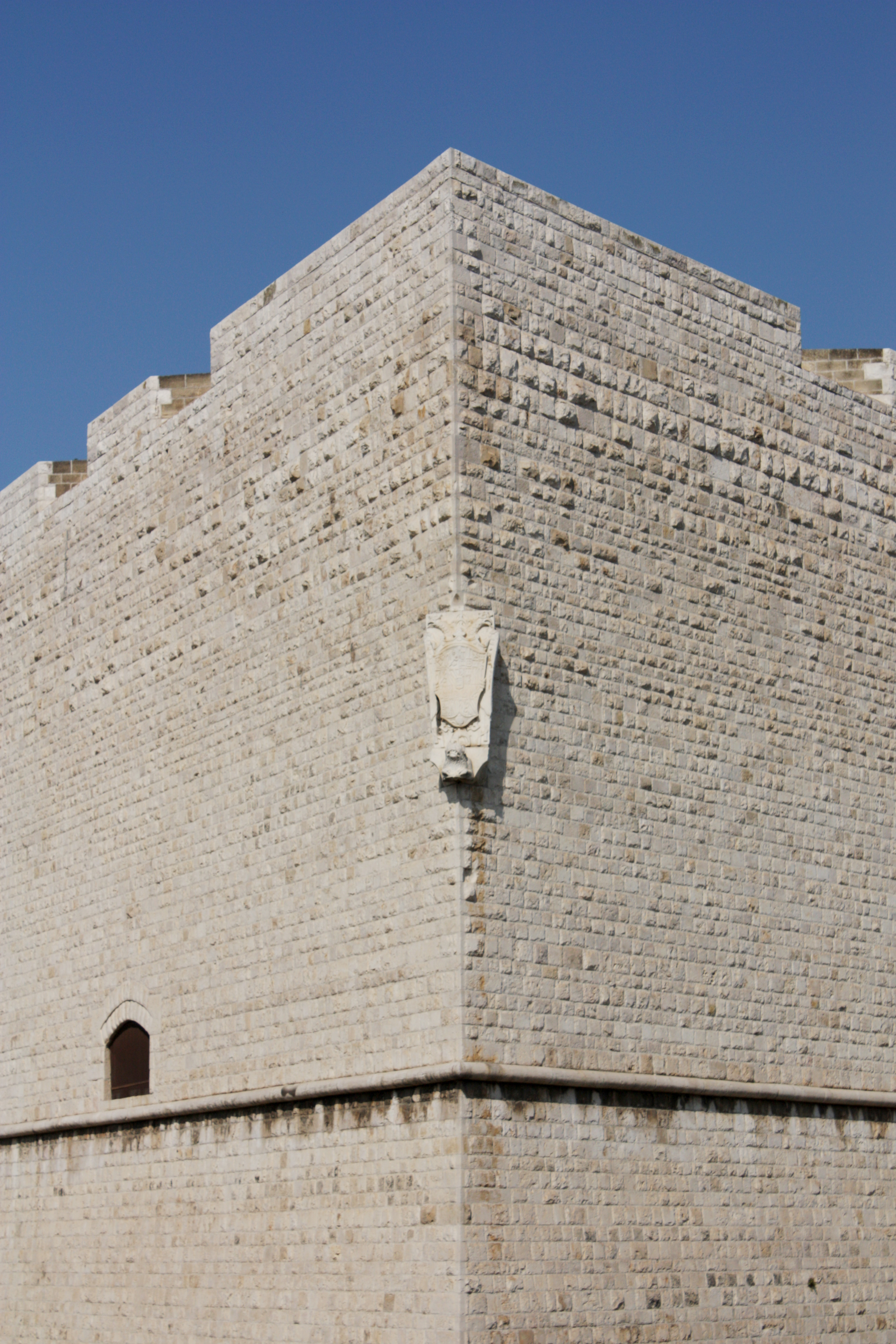
Detail der südöstlichen Bastion, an der man das Wappen der Dynastie von Aragón sieht

Das Eingangsportal zur Festung besteht aus einem Rundbogen, der in einen rechteckigen Teil der Außenmauer in Bossenwerk eingesetzt ist. Über der rechteckigen Öffnung gibt es einen Architrav zwischen zwei muschelförmigen Dekorationen, auf dem eine Inschrift in lateinischer Sprache steht, der ein griechisches Kreuz vorangeht und die durch ein Rosettendekor in zwei Teile geteilt ist. Sie lautet:

„In pulchram formam redactum didaci felizes cura A.D. 1584“
(dt.: In schöner Form von Diego Feliz erhalten. Im Jahre des Herrn 1584)

Es steht geschrieben, dass Diego Feliz, der in der Inschrift erwähnt ist, Kastellan der Festung war und in dieser 1584 verstarb. Direkt über dem Architrav tragen vier Steinblöcke mit einem Engelskopf und der Jahreszahl „MDLXXIII“ (1573) in der Mitte vier große Steinplatten: Eine ist horizontal in der Mitte angeordnet und trägt eine Inschrift, von der nur das Wort „tranquilitas“ (dt.: Ruhe) zu lesen ist; zwei sind an den Seiten vertikal angeordnet und eine in der Mitte vertikal, auf der ein nur schwer erkennbares Wappen angebracht ist. Die fehlende Übereinstimmung zwischen den beiden, auf dieser Fassade angegebenen Jahreszahlen wurde vom Architekten und Bauingenieur Marcello Grisotti, der die Restaurierung der Festung organisierte, als Wunsch interpretiert, dem Eingangsportal mehr Würde zu verleihen, indem man Steinmaterialien aus verschiedenen Zeiten und Orten sammelte. Wenn man das Kreuz vor der Inschrift in Betracht zieht, ist es möglich, dass der Architrav ursprünglich zu einer Kapelle gehört hat, die vermutlich aus der Zeit des Hauses Anjou stammte. In der Achse des Portals, aber weiter oben, wurde eine Verzierung mit einem Dolch angebracht, der einen Kreuzgriff hat und nach unten zeigt; er stammt aus dem Jahre 1585, wie die Inschrift auf demselben Teil zeigt.
Alle Fassaden der Festung sind von unten nach oben durch einen kleinen, angeschrägten Mauerteil aus glattem Stein mit einem Rahmen mit Stierstab darüber charakterisiert, von dem der untere Teil der angeschrägten Hauptmauer in Bossenwerk ausgeht. Auf etwa halber Höhe der Fassaden gibt es einen zweiten Rahmen mit Stierstab, der den Beginn des oberen Teils der Mauer anzeigt; er ist ebenfalls aus Bossenwerk, aber nicht mehr geneigt, und endet mit einer Reihe aus Zinnen. Sowohl die untere als auch die obere Mauer sind mit einer Reihe von Gewändeöffnungen versehen, von denen einige ursprünglich als Kanonenstände genutzt wurden, andere als Oberlichter. Bis einige Jahre nach 1860 schossen einige Kanonen, besonders auf der Nord- und der Südseite an Festtagen im Morgengrauen, mittags und bei Sonnenuntergang 21 Schüsse ab. Die Westfassade ist höher als die anderen, weil dort auf dem Dach die Sala delle Artificieri und Räume untergebracht sind, die früher als Quartiere für die Soldaten genutzt wurden. Die Nordfassade zeigt dagegen die Zeichen der Kanoneneinschläge, die sie im Ersten Weltkrieg erhalten hatte. Zu den weiteren, erwähnenswerten Verzierungen an den Außenfassaden zählen das Wappen des Hauses Aragón an der Hauptecke der Südostbastion und zahlreiche männliche Masken Löwenprotomen, und Schilde, ebenso auf den fünfeckigen Bastionen, wie auf den geraden Seiten. In der Nähe der „San-Vincenzo“-Bastion kann man im Burggraben die Reste der Verbindung zwischen der Festung und der alten Mauer sehen, die sich im Nordwesten mit der Stadtmauer vereinigt.

### Innenräume

#### Eingangsatrium und Kapelle
Hat man das Eingangsportal durchschritten, gelangt man in ein Atrium mit ogivalem Gewölbe. In diesem Raum gibt es ein Schild unter einem Schutzschild, das als das von Karl V. identifiziert werden kann und unter dem sich eine lateinische Inschrift befindet:

„Carolus Quintus imperator romanorum semper augustus MCCCCCXXVII“
(dt.: Karl V., Kaiser der Römer und allzeit Augustus. 1527.)

Sie bezeugt den Besuch des Souveräns in der Nähe des Gebäudes während der Bauarbeiten.
Rechts vom überdachten Eingangsatrium befindet sich der Nebeneingang zu dem Raum, der seit 1988 den „Sarkophag der Apostel“ und andere steinerne Materialien beherbergt. Im 16. Jahrhundert muss dies die alte Kapelle aus der Zeit des Hauses Anjou gewesen sein, die dem Heiligsten Sakrament geweiht war, mit angrenzenden Räumen für liturgische Funktionen. Der Haupteingang zu dem Gotteshaus besteht aus einer Tür in der Mitte und zwei seitlichen Fenstern und befindet sich im Übrigen unter den Arkaden an der Südseite des Innenhofes. In der kleinen Kirche, die den Titel einer Pfarrkirche erhielt, wurde von 1669 bis 1822 nach dem katholischen Ritus gefeiert. Dann wurde sie aufgegeben und entweiht.

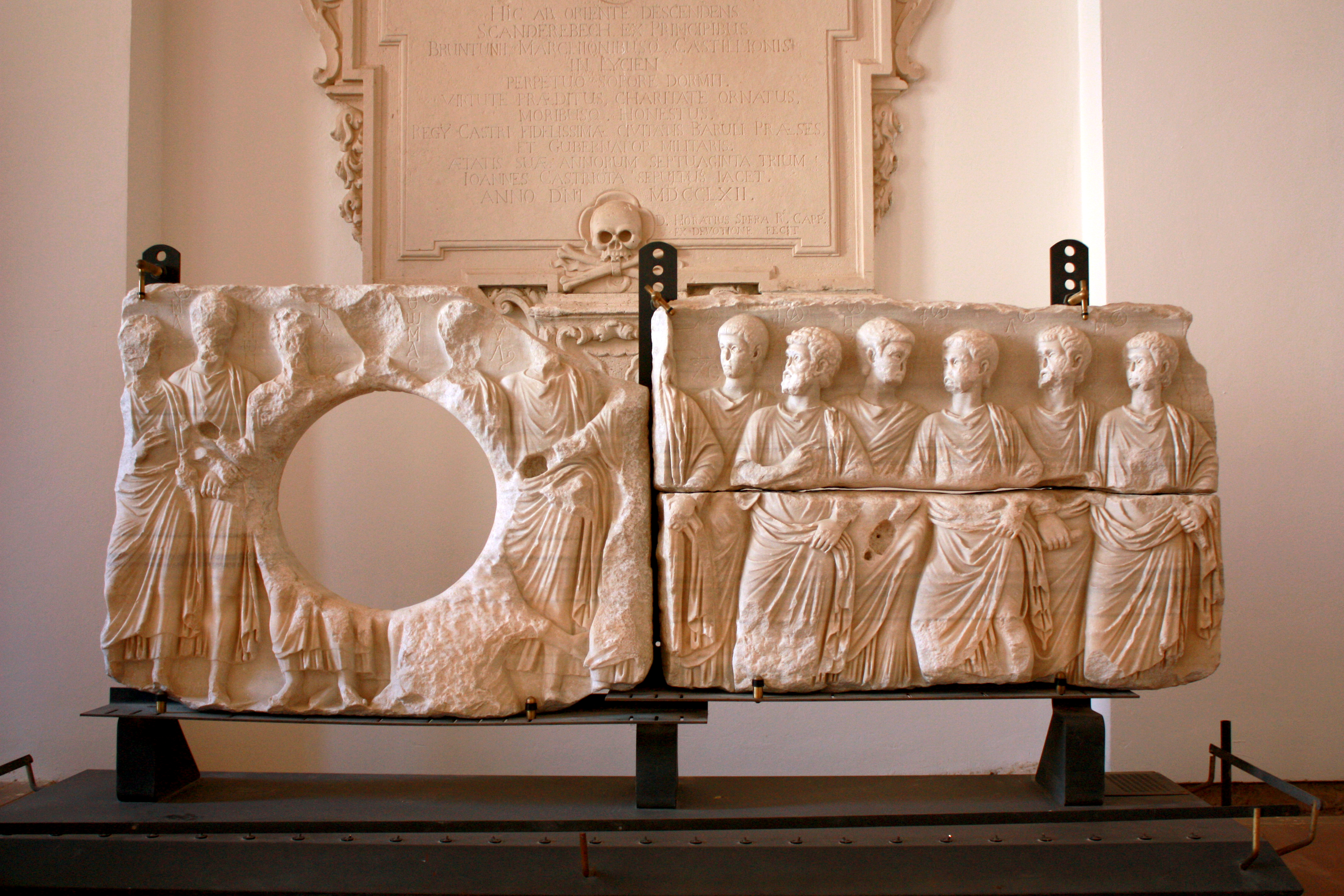
Der Sarkophag der Apostel

Der Sarkophag der Apostel stellt das älteste Zeugnis des Christentums in Barletta dar. Die 87 Zentimeter hohe, 216 Zentimeter lange und 10 Zentimeter dicke Steinplatte, die in drei Blöcke unterteilt ist, von denen einer in der Mitte ein Loch hat, da er als oberer Verschluss eines Brunnens verwendet wird, wird in der alten Kapelle der Festung aufbewahrt. Sie stammt aus der Zeit zwischen dem Ende des 3. Jahrhunderts und dem Beginn des 5. Jahrhunderts und wurde 1887 in Barletta unter den Steinen der zerstörten Kirche Sant’Eligio gefunden. In der Mitte ist eine Jesusfigur ohne Kopf dargestellt, die besonders stark beschädigt ist, da genau an dieser Stelle die Dreiteilung der Platte liegt. In der Nähe von Jesus ist eine kniende Frau dargestellt, während auf beiden Seiten die Apostel angeordnet sind, geteilt in zwei große Gruppen à sechs pro Seite. An der Flanke jeder männlichen Figur ermöglicht es eine Inschrift, seine Merkmale zu erkennen.
Rechts vom überdachten Atrium liegt der bogenbewehrte Eingang zum Innenhof und zur Bibliothek im angrenzenden Raum.

#### Innenhof
Der Pol, um den herum die gesamte Anlage der Festung angeordnet ist, ist der nahezu quadratische Innenhof, dessen Seiten ungefähr 35 Meter lang sind. Auf seiner Mittellinie in Nord-Süd-Richtung sieht man zwei Brunnen, unter denen sich zusätzlich Zisternen befinden. Als Zeugnis des alten „Palatiums“ aus der Zeit des Hauses Anjou wurde während der Restaurierung unmittelbar hinter der Mauer in Richtung Meer mit einer Länge von etwa 13 Metern und einer Höhe von 7 Metern eine 3 Meter breite Sandwichwand mit errichtet. Diese wurde zusätzlich mit einer Decke aus Stahlbeton versehen, in die man eine ca. 50 Zentimeter lange Öffnung, so breit wie die Sandwichwand, einbrachte, die mit einem Metallgitter bedeckt ist, das Tageslicht und Regenwasser hereinlässt und einen Einblick von oben in einen Teil der Grenzmauer der alten Festung ermöglicht, wie sie nach dem spanischen Eingriff umgebaut wurde. Den Zugang zu diesem freien Platz gewährt außerdem die Treppe, die in die Untergeschosse der Festung führt, hinter der Ostfassade angebracht ist und an deren Ende sich auf der rechten Seite der Eingang zum Hypogäumgeschoss und auf der linken Seite der zur Sandwichwand befindet.
Die Westfassade ist mit fünf etwa 4 Meter breiten Rundbögen bedeckt, die zu etlichen Räumen führen, die alle miteinander verbunden sind. Diese waren vor der Restaurierung vermauert, weil diese Räume als Gefängnis der Festung dienten. An die westliche Mauer angelehnt ist eine geneigte Rampe, die auf der einen Seite zur Monumentaltreppe aus dem 16. Jahrhundert und den Räumen auf der Westseite des ersten Obergeschosses führt, die seit 30. November 2010 den Komplex des Stadtmuseums von Barletta beherbergen, auf der anderen Seite zu den Räumen auf der Südseite des ersten Obergeschosses.

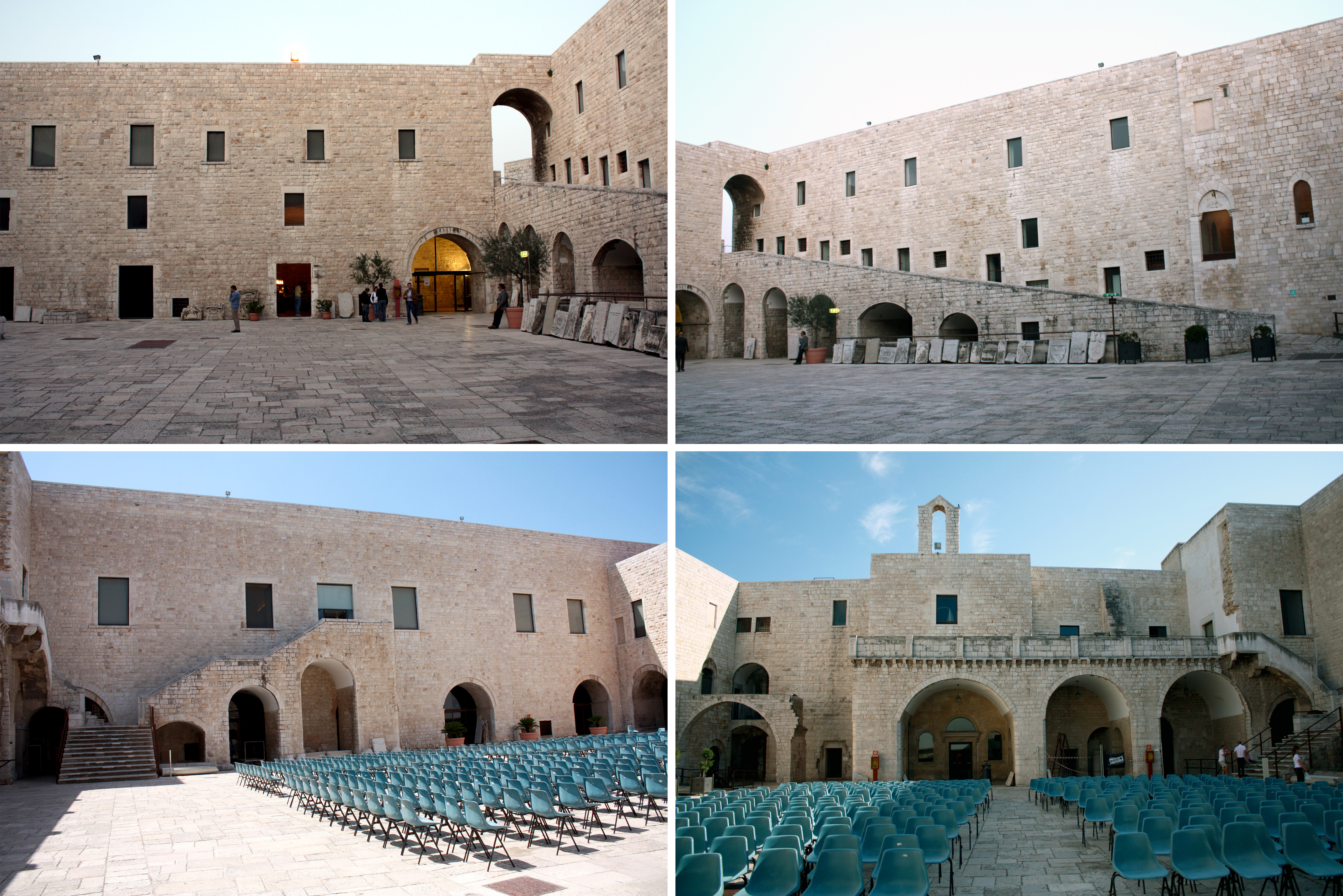
Von oben links im Uhrzeigersinn die Fassaden des Innenhofes: Nord, Ost, Süd und West

Die Nordfassade ist an ihren Enden mit zwei Bögen, gleich denen der Westfassade, versehen, zwischen denen sich drei rechteckige Öffnungen befinden, die den Zugang zu den Räumen des Nordflügels vermitteln, die ebenfalls alle miteinander und gleichzeitig mit dem Westflügel durch einen Eckraum im Nordwesten verbunden sind. Die Fassade ist mit einer Reihe von Öffnungen verschiedener Dimensionen in unterschiedlichen Höhen übersät. Am östlichen Ende gibt es, senkrecht zur Nordfassade eine lange Treppe, die fast auf voller Länge überdacht ist, mit Ausnahme des letzten Stückes in Verbindung mit der Nordfassade, wo sie mit einem Rundbogen überdacht ist, der zu den Räumen auf der Ostseite und zum Dachgeschoss führt. Links der Treppe befindet sich die Zugangsrampe zu den Untergeschossen und zur Mauer des „Palatiums“ aus der Zeit des Hauses Anjou.
Die Ostfassade zeigt fast auf ihrer gesamten Länge die Zugangstreppe zur Terrasse. Diese ist mit fünf Bögen von in Nord-Süd-Richtung zunehmender Breite und immer geringerer Höhe versehen. Auf einer niedrigen, perspektivischen Ebene verläuft eine Brüstung, die vor der darunter liegenden Treppe schützt, die den Zugang vom Innenhof zu den Untergeschossen vermittelt. Die Ostfassade ist in der Breite in zwei Teile klar unterschiedlicher Machart geteilt: Der südliche mit dem „Domus federeciana“ stammt aus der staufischen Zeit und der des Hauses Anjou, der nördliche zeigt deutlich spanischen Charakter. Die Unterscheidung zeigt sich nicht nur im Gebrauch von Steinen unterschiedlicher Form, Größe und Oberfläche, sondern auch die Positionierung der Mauer aus dem 13. Jahrhundert auf einer gegenüber der aus dem 16. Jahrhundert leicht nach vorne verschobenen Ebene. Die Bestätigung der staufischen Matrix dieser Fassade ergibt sich auch aus dem Vorhandensein eines Einzelfensters und eines Doppelfensters, beide im ersten Obergeschoss und mit einer Lünette mit eingemeißeltem staufischen Adler versehen, dem einzigen Exemplar mit Ausnahme dessen im Castello di Bari. Was einmal das alte Haus von Friedrich II. war, wurde mit der Rückgabe der Festung an die Stadt nach der Restaurierung in den 1980er-Jahren Sitz der Stadtbibliothek, die unterhalb des Hofniveaus liegt und zu der man über eine Treppe, die bei der Restaurierung eingebaut wurde, gelangt.

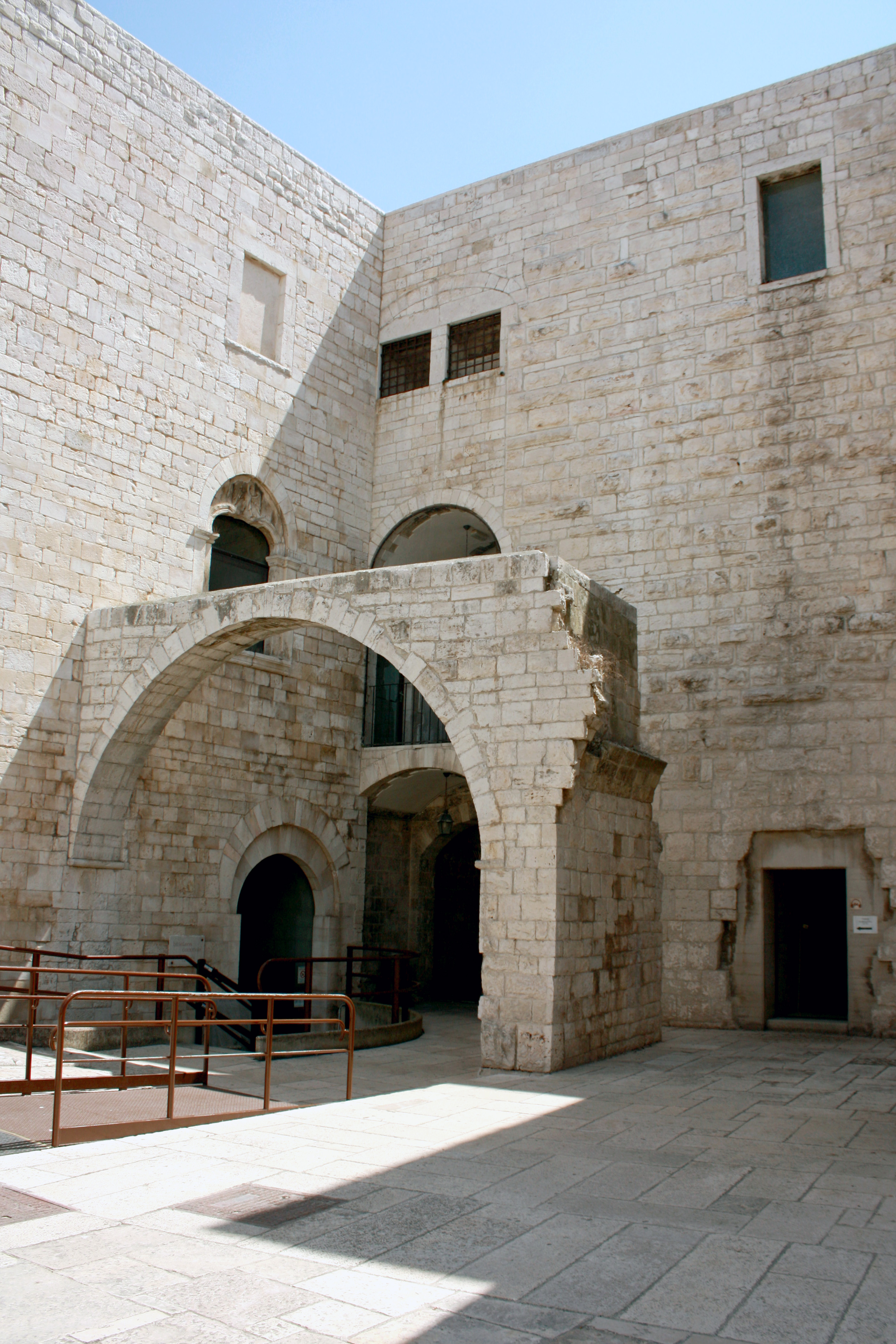
Der abgetrennte Bogen zwischen der Süd- und der Ostfassade (staufisch). Rechts der Eingang vom Hof zum normannischen Turm, links der Abstieg zum Eingang zur Stadtbibliothek.

Die Südfassade bietet einen besonders heterogenen Anblick. Im ganz östlichen Teil gibt es eine Rundbogenöffnung über einer weiteren Öffnung mit Korbbogen und darüber zwei obere Fenster, die ein Treppenhaus überblicken, dessen Raum im 16. Jahrhundert als Eingang zur Festung genutzt wurde, und den alten, normannischen Turm, dessen Inneres man durch eine Öffnung auf Hofniveau sehen kann. Auf einer gegenüber der Hofmitte weiter hinten liegenden Ebene findet sich ein weiter Rundbogen, der vor der Restaurierung über einen weiteren Bogen mit der Vorhalle verbunden war, die zum Ausgang führt. Der prekäre Zustand der Bögen dieser Verbindung führte dazu, dass diese abgerissen wurden, wobei eine Spur ihrer früheren Existenz die fehlende Vervollständigung des Teils des Bogens ist, von dem die Verbindung zum abgerissenen Gebäudeteil ausging. Weiter westlich bildet ein Dreifachbogen eine Vorhalle und stützt den Balkon darüber. Durch den ersten Bogen gelangt man in den Raum, der früher die Kapelle war; durch den zweiten Bogen kann man eine Öffnung in der Achse des Eingangsportals zur Festung sehen; im dritten Bogen ist ein Miliarium der Via Traiana zu sehen, das aus Cannae stammt und 1820 ins Castello di Barletta verbracht wurde. Ein Epigraph auf dem Miliarium zeigt folgende Inschrift:

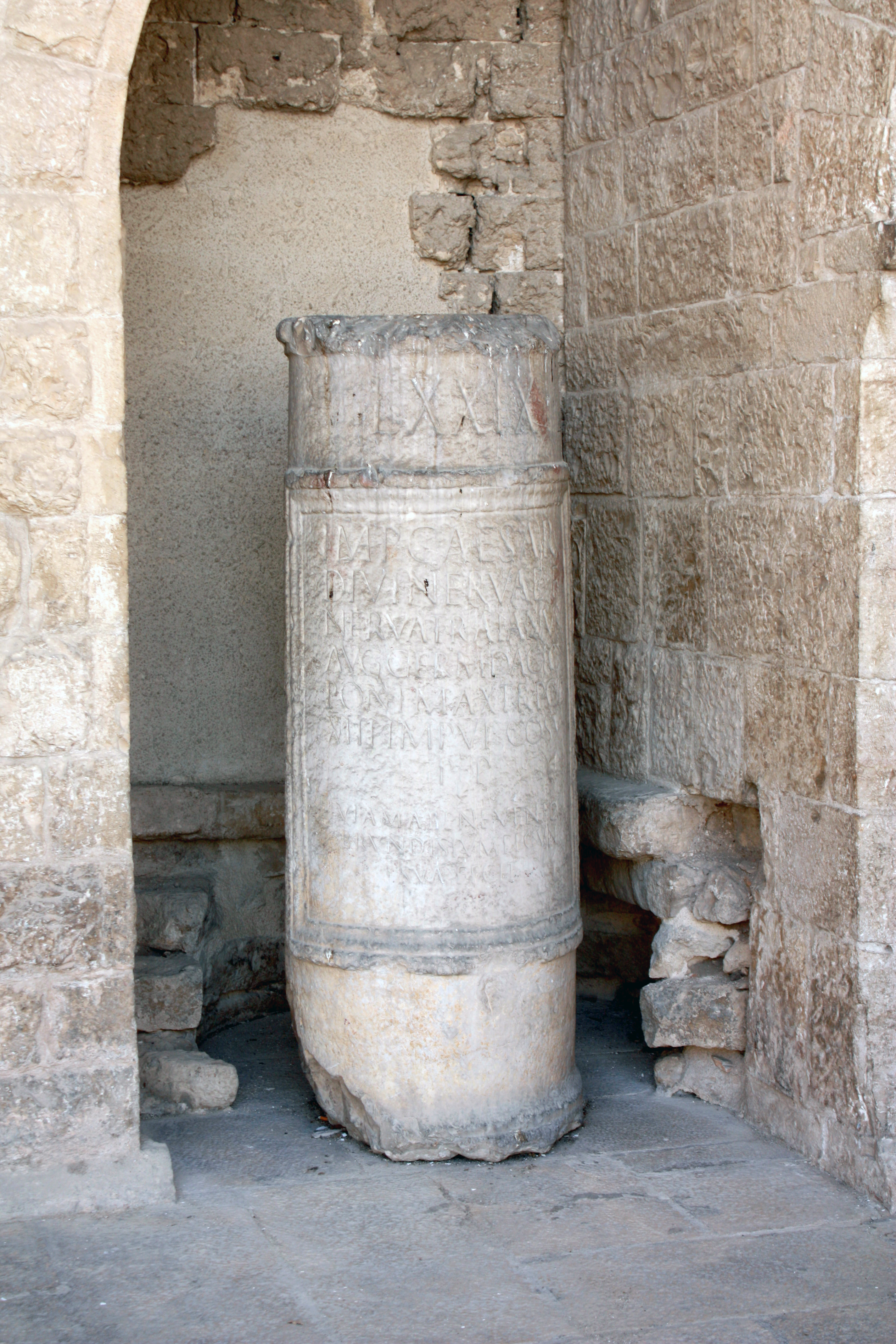
Miliarium aus Cannae

„LXXIX Imp(erator). Caesar divi Nervae f(ilius) Nerva Traianus Aug(ustus). Germ(anicus. Dacic(us). pont(ifex). max(imus). tr(ibunicia). Pot(estate). XIII imp(erator). VI co(n)S(ul). V p(ater). p(atriae). viam a Benevento Brundisium pecun(ia). sua fecit.“
(dt.: 79.000 Schritte von Benevent: Der Kaiser Caesar, Sohn des göttlichen Nerva, Nerva Trajan, Augustus Germanicus Dacico, Pontifex Maximus, 13 Mal von gerichtlicher Macht eingesetzt, 6 Mal zum Kaiser ausgerufen, 5 Mal Konsul, Vater des Vaterlandes. Mit seinem Geld baute er die Straße von Benevent nach Brindisi.)

#### Erdgeschoss

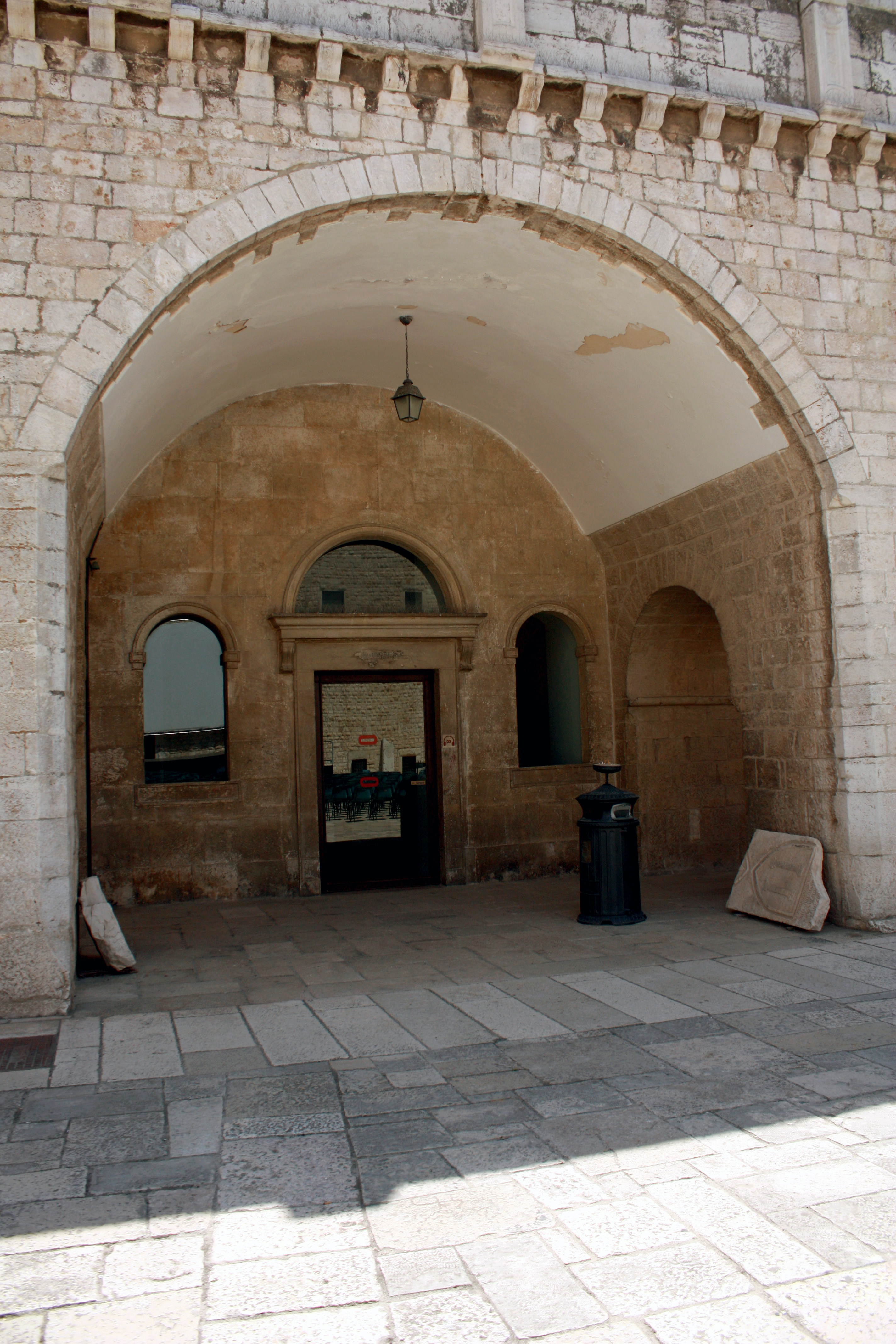
Eingang zur Kapelle, in der die Büste von Kaiser Friedrich II. steht

Im Innenhof liegen die Zugänge zu den oberen Stockwerken und die Abgänge ins Souterrain. Ins erste Obergeschoss gelangt man über eine doppelte Treppe an der Ostfassade, wogegen man in das Untergeschoss über eine Treppe kommt, die parallel zur Ostfassade verläuft, oder man folgt der Treppe, die unter der Vorhalle der Südfassade liegt und während der Restaurierungsarbeiten in den 1980er-Jahren entdeckt wurde.
Aus dem Innenhof gelangt man Richtung Nordosten auf einen leeren Platz, der durch einen schmalen Korridor leicht bergauf zu einem großen, runden Saal führt, der eine Kalottendecke hat, in der sich in der Mitte eine Öffnung zur Beleuchtung befindet. Dies ist der Versammlungssaal namens „Roter Saal“ im Inneren der Kasematte Sant’Antonio. In der Mitte des Bodens dieses Saales ist ein Auge angebracht, das den Blick in den darunter liegenden Raum ermöglicht. Eine ähnliche Anordnung findet man spiegelverkehrt sowohl im Eckraum im Nordwesten, der den Zugang zum runden Saal im Erdgeschoss der Bastion San Vincenzo ermöglicht, als auch im Eckraum im Südwesten, der über einen bei der Restaurierung in den 1980er-Jahren in den Felsen gehauenen Umgang mit der Bastion Santa Maria verbunden ist. Von der Hofebene aus gelangt man nach Überwindung eines Höhenunterschiedes von etwa 1,3 Metern nach Südosten in den Flügel aus der Zeit der Staufer und des Hauses Anjou. Die Verbindung mit der zugehörigen, runden Kasematte ist nicht direkt, wie die in den anderen drei Bastionen, sondern über eine Wendeltreppe, die zweckmäßigerweise während der Restaurierung in den 1980er-Jahren errichtet wurde. Man schnitt eine kreisförmige Öffnung in das Obergeschoss und ermöglichte so, von diesem durch einfaches Hinuntersteigen in den heutigen Lesesaal der Stadtbibliothek zu gelangen.

#### Untergeschoss

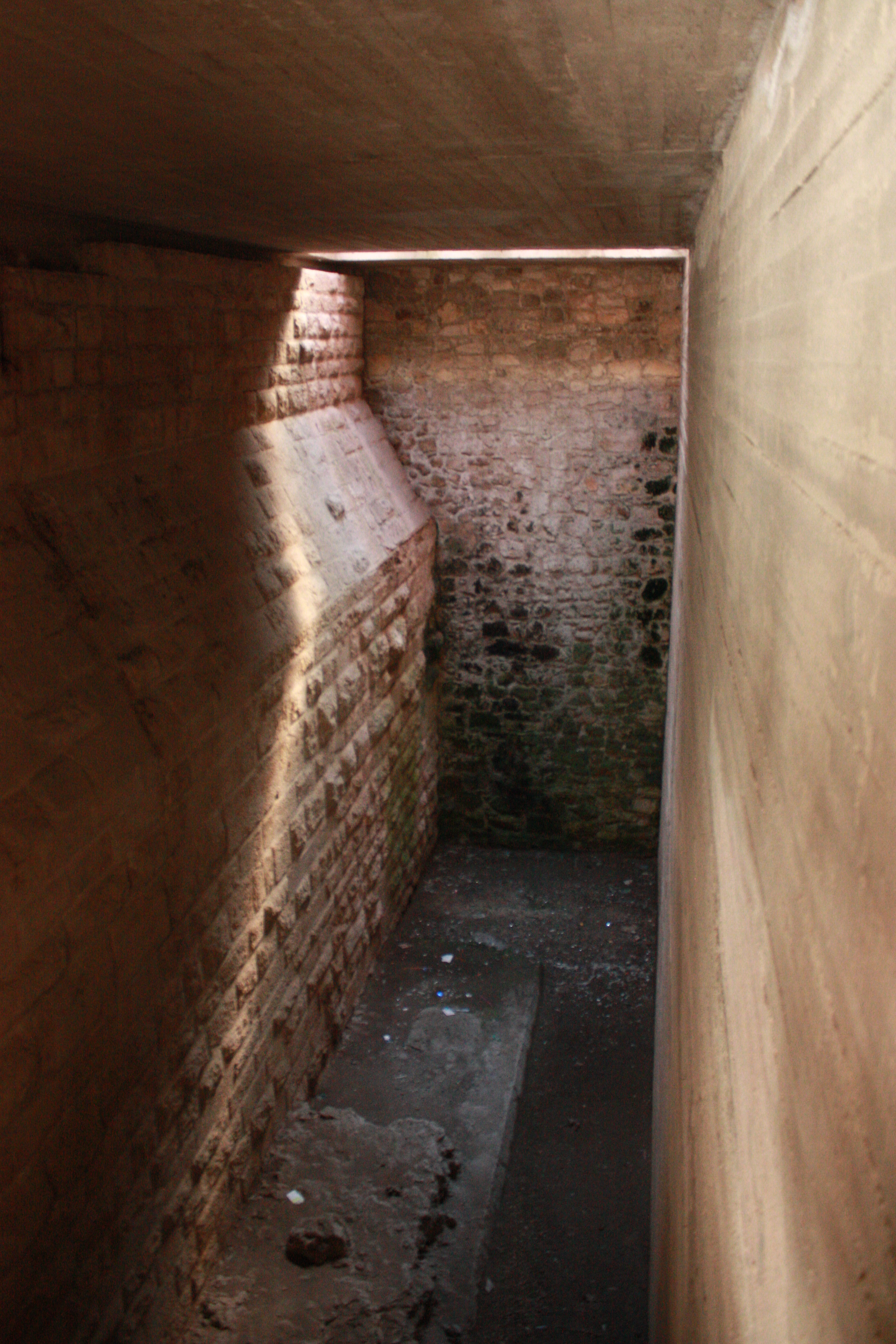
Mauer zum Meer hin im alten „Palatium“ aus der Zeit des Hauses Anjou

Ins Untergeschoss gelangt man über zwei Treppen im Hof, eine im Osten, parallel zur Monumentaltreppe, die zur Terrasse führt, und die andere auf der Südseite. Letztere hat man durch Analyse eines Modells aus dem 18. Jahrhundert gefunden, das Giovanni Cerafa, Fürst von Noja, während Restaurierungsarbeiten anfertigen ließ. Wenn man auf der Ostseite hinuntersteigt, kann man dagegen die Mauer zum Meer des „Palatiums“ aus der Zeit des Hauses Anjou bewundern, während noch weiter unten der Eingang zu einer der Zisternen unter dem Innenhof liegt.
Ein Gewölbe, das mit dem Untergeschoss durch die Treppe im Osten verbunden ist, findet sich in einem Vestibulum, das nach rechts zur Kasematte der Bastion Sant’Antonio führt, nach links zum Nordflügel des Untergeschosses. Die Kasematte hat einen runden Grundriss und eine Kalottendecke mit einem „Auge“ in der Mitte, das an die Öffnung in der Decke des römischen Pantheons erinnert. Die einzige Ausnahme im Grundriss der Eckräume der Bollwerke ist die untere Kasematte der Bastion, die mit dem „Domus federeciana“ im Südosten verbunden ist, deren Seiten der äußeren, fünfeckigen Form folgen.

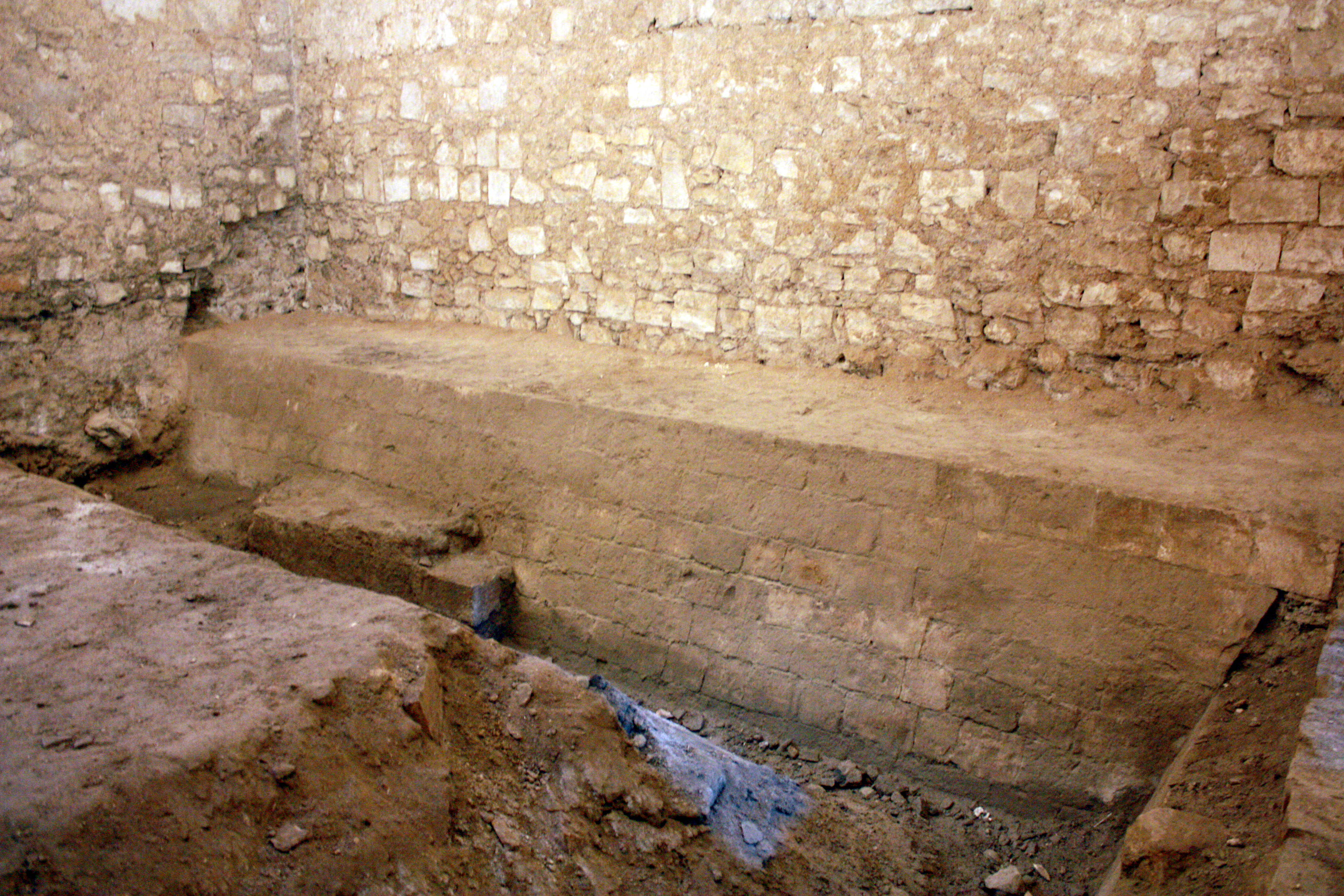
Fragment des äußeren Hofes des „Palatiums“ aus der Zeit des Hauses Anjou

Das Vestibulum führt zum nördlichen Teil der Festung, der in fünf rechteckige Räume unterteilt ist, die alle miteinander verbunden sind; im zweiten Raum sieht man eine Öffnung zum Meer, der mit einer Rutsche zum Ziehen von Booten in die Anlage ausgestattet ist. Diese Öffnung wurde nach der Restaurierung mit Metallgittern versehen und als Eingang für Behinderte genutzt. Daran angeschlossen ist die Kasematte der Bastion San Vincenzo im Nordwesten. Wie die anderen Bastionen ist auch diese mit gespreizten Kanonenständen ausgestattet. Weiter geht man an einem anderen Korridor vorbei, in dessen Mitte man die Fundamente eines Abschnitts der Wellenbrechermauer bemerkt, der zum äußeren Hof des alten Palastes aus der Zeit des Hauses Anjou gehört, der während der Restaurierung gefunden wurde.

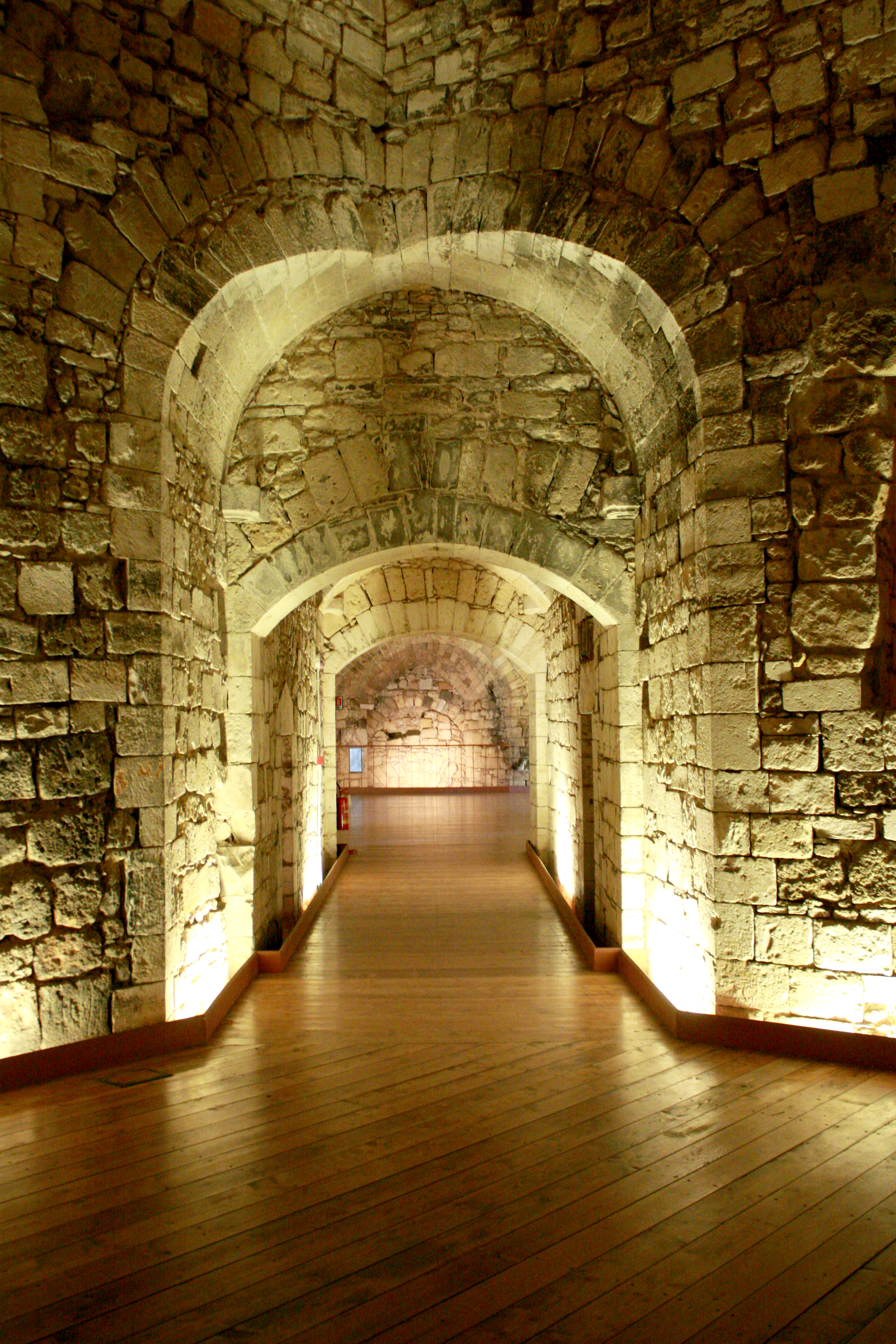
Untergeschoss: Korridor, der nach Nordosten zur Bastion Sant’Antonio führt

Sobald man die Westseite des Untergeschosses umrundet hat, führt der Weg weiter und mündet in einen kurzen Gang ein, der nach Süden bis zur Treppe nach oben, auf Hofniveau, führt. Die untere Kasematte der Bastion Santa Maria im Südwesten, die in Verbindung mit der Konkathedrale Santa Maria Maggiore steht, hat daher keine originale, direkte Verbindung zum Untergeschoss mit dem Rest der Festung. Sie scheint daher historisch von der übrigen Anlage isoliert gewesen zu sein und auch bei der Restaurierung ist es nicht gelungen, einen Zugang vom Eingang auf Hofebene oder vom südwestlichen Eckraum auf die untere Ebene, wie bei allen anderen Bastionen, zu finden, sodass man während der Restaurierungsarbeiten einen neuen Abstieg in die untere Etage schuf, um den Besuchern den Zugang zu ermöglichen. In ihrem Inneren, direkt unter dem Boden, hat man die Fundamentanlage des alten Rundturms aus der Zeit des Hauses Anjou mit einem angeschrägten Strebewerk zu äußeren Verstärkung gefunden, das in der Vergangenheit als Zisterne genutzt und nach den Arbeiten des Architekten Grisotti sichtbar gelassen wurde.
Wie bei der Bastion Santa Maria scheint des auch bei der Bastion Dell’Annunziata im Südosten, die in Verbindung mit dem „Domus federiciana“ steht, keine direkte Verbindung zu den Räumen im Untergeschoss der Festung zu geben, die stattdessen im Südwesten enden. Nach der Restaurierung kam die Hypothese auf, dass es auf den Seiten der Festung zur Stadt hin einen geringeren Verteidigungsbedarf gab, was die Spanier dazu brachte, an den beiden nach Süden gerichteten Räumen im Untergeschoss keine Veränderungen vorzunehmen, umso mehr, als die Bastion Dell’Annunziata ohnehin mit dem Hofniveau über eine steile Treppe mit zwei rechtwinklig angeordneten Zügen vom Inneren des „Doums“ aus verbunden ist. Als Bestätigung der Einzigartigkeit dieses Teils der Festung kann gelten, dass diese Bastion die einzige mit einem fünfeckigen Grundriss ist, der so der Anordnung der äußeren Fassaden folgt, wogegen das Geschoss darüber, wie bei den anderen Bastionen, einen runden Saal mit Kalottendecke und einem Auge in der Mitte hat. Dieser Unterschied auf die Wiederherstellung der Struktur eines früheren Ravelins zurückzuführen, zusammen mit der Wiederentdeckung eines Randes des Fundamentes der Außenmauer der Festung aus der Zeit des Hauses Anjou.
In der Folge der Restaurierung in den 1980er-Jahren hatte das gesamte Untergeschoss einen Boden aus gestampfter Erde und zahlreiche, gespreizte Öffnungen ohne Rahmen, sodass das ursprüngliche Bild der unterirdischen Anlage fast unverändert erhalten blieb. Im Mai 2009 wurden letzte Restaurierungsarbeiten abgeschlossen. Dies ermöglichte den Einbau des Fußbodens im Ost- und Nordflügel durch Anbringen von Holzlatten, sodass eine glatte Oberfläche hergestellt werden konnte, die die Nutzung als Museum gestattete. Von da an gab es im Nordflügel eine Ausstellung des mittelalterlichen und modernen Teils des Lapidariums mit Wappen, Grabsteinen und Inschriften an den Wänden der Räume. Von 16. Mai bis zum 30. August 2009 beherbergte das Untergeschoss die temporäre Kunstausstellung „Intramoenia Extra Art“ unter der Leitung des Wissenschaftlers Achille Bonito Oliva. Ziel war es, nicht nur die ausgestellten Werke, sondern auch das Denkmal, in dem die Ausstellung stattfand, aufzuwerten.

#### Obergeschosse

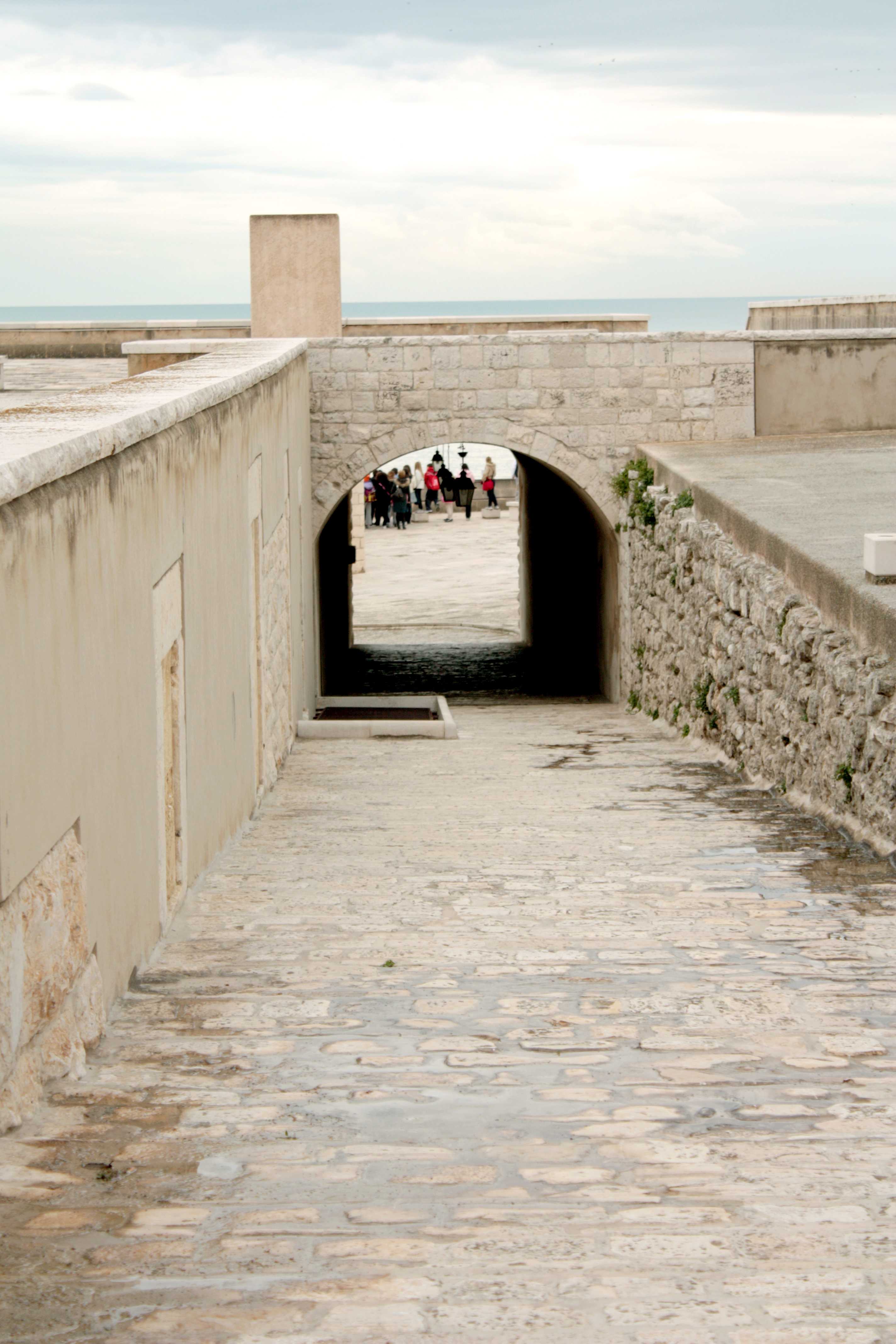
Zugangsrampe zum Dachgeschoss der Festung

Das erste Obergeschoss kann in zwei voneinander getrennte Teile unterteilt werden: Der eine ist aus der Zeit der Staufer und des Hauses Anjou im Südosten, in das man entweder über die Monumentaltreppe, die an die Ostfassade des Innenhofs anschließt, direkt zu den Räumen führt und in Zusammenhang mit dem Eingang zur Festung aus dem 16. Jahrhundert gebaut wurde, oder über die eiserne Wendeltreppe im Empfangsraum der Stadtbibliothek gelangt. Der andere ist der Teil aus spanischer Zeit, der die gesamte restliche Fläche der Festung einschließt und in den man über die „Große Treppe“ gelangt, die in der Nähe der Westfassade liegt, oder über die Treppe im Osten, die zu den nördlichen Räumen führt.
Der Westflügel zeichnet sich durch eine regelmäßige Geometrie aus, mit Zimmern, die in Folge über Öffnungen, die den Weg perspektivisch zeigen, untereinander verbunden sind. Im Gegensatz zur militärischen Natur der übrigen Festung zeigt dieser Teil einen klar zivilen Charakter mit einem Repräsentationssalon, der 20 Meter lang, 9 Meter breit und 8 Meter hoch ist und in dem es einen großen, offenen Kamin gibt, und Räumen größerer Ausmaße. Die historische Dokumentation lässt die Nutzung der Räume als Unterkunft für die Soldaten annehmen. Diese Räume beherbergten zusammen mit denen auf der Nordseite vom 30. April 2010 an das Museum mit den Dauerausstellungen von Gabbiani, Immesi und Ricci.
Wenn man über die ersten Stufen der „Großen Treppe“ im Westen geht und schließlich über eine kleine Treppe an der Südseite steigt, kommt zu den Räumen an der Südfassade. Verbunden mit den Repräsentationsräumen des Westflügels stellen sie eine Flucht zur zivilen Nutzung dar, wie man an einem offenen Kamin sieht, der einzigen Feuerstelle in der gesamten Festung, die aus dem Mauerwerk herausragt.

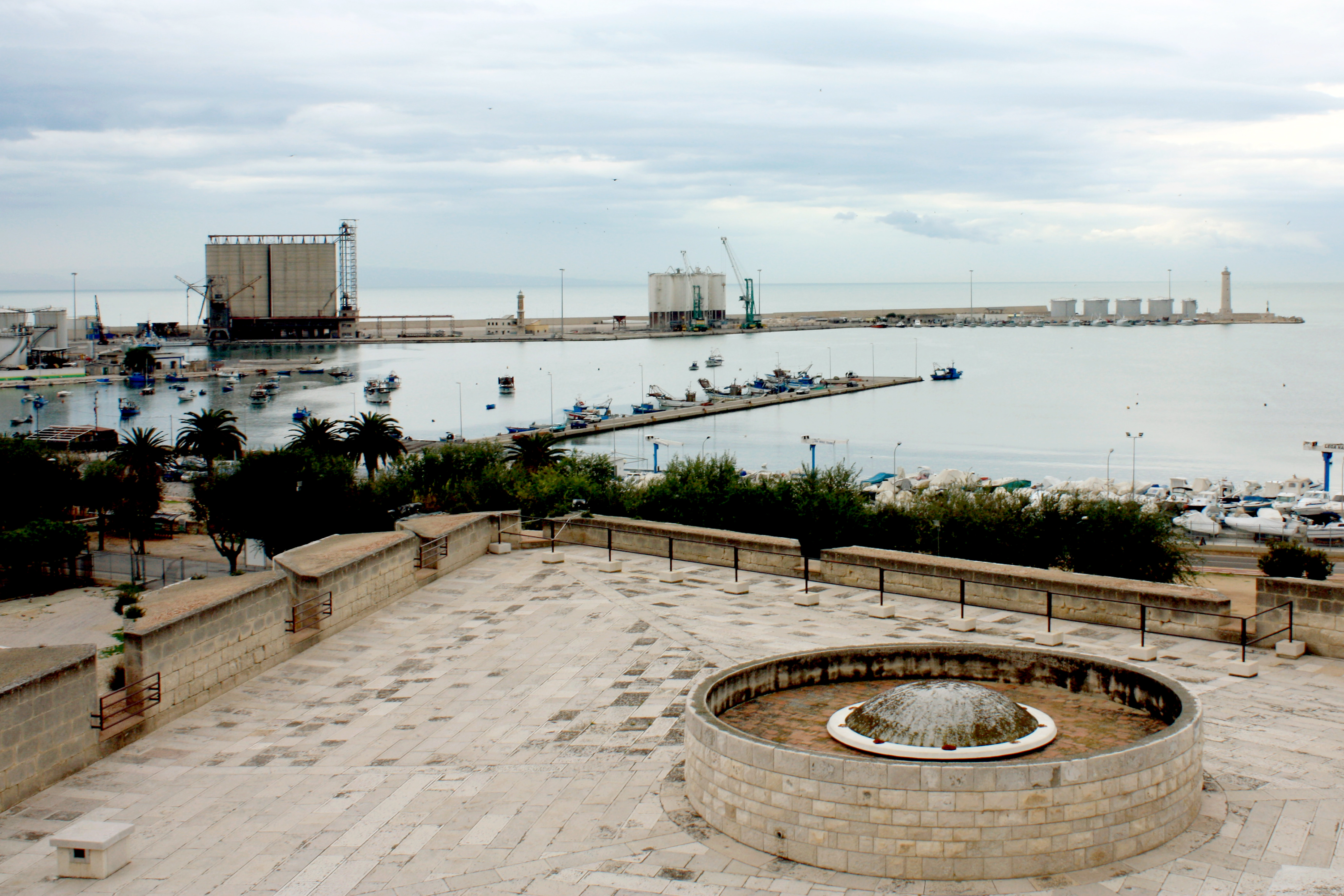
Terrasse der Bastion San Vincenzo mit restaurierter Belichtungsöffnung im ersten Obergeschoss. Im Hintergrund der Hafen.

Im Ostflügel aus der Zeit Friedrichs II. gibt es Räume, die zum Lesesaal der Stadtbibliothek und zu Büros für das Verwaltungspersonal umgebaut wurden. Der gesamte Flügel hat ein Spitzbogengewölbe als Decke und an der Südwand fand man einen offenen Kamin. Das erste Obergeschoss ist über eine Treppe an der Ostfassade des Innenhofs zu erreichen, die auf die Terrasse der nördlichen Kurtine führt. Die Treppe führt um 180° weiter zum Dachgeschoss. Entlang dieser Treppe, die in ihrem ersten Teil mit einem Rundbogengewölbe überdacht ist, das der Neigung der Treppe folgt, gibt es einen Schlitz im Boden, der mit einem Metallgitter bedeckt ist und es ermöglicht, den Unterschied zwischen der Wand aus der Zeit Friedrichs II. auf der Ostseite und der spanischen Verkleidung zu beobachten. Das Dachgeschoss deckt die gesamte, verbleibende Kurtine ab und führt über den Südflügel zum Laboratorio degli Artificieri entlang der Westseite.
Vor der Restaurierung in den 1980er-Jahren waren die Obergeschosse in prekärem Zustand, sowohl aus Erhaltungssicht, als auch aus Sicherheitsgesichtspunkten, einerseits wegen mangelnder Unterhaltung, andererseits wegen des Verfalls der diversen Aufstockungen ohne historische Bedeutung, die bis zum Beginn des 20. Jahrhunderts aufeinander folgten. Daher wurde das Dachgeschoss neu gestaltet, wobei alle horizontalen Flächen abgedichtet und die Platten, neu positioniert wurden, und zwar sowohl auf den Bastionen als auch auf den Umgängen der seitlichen Kurtinen.

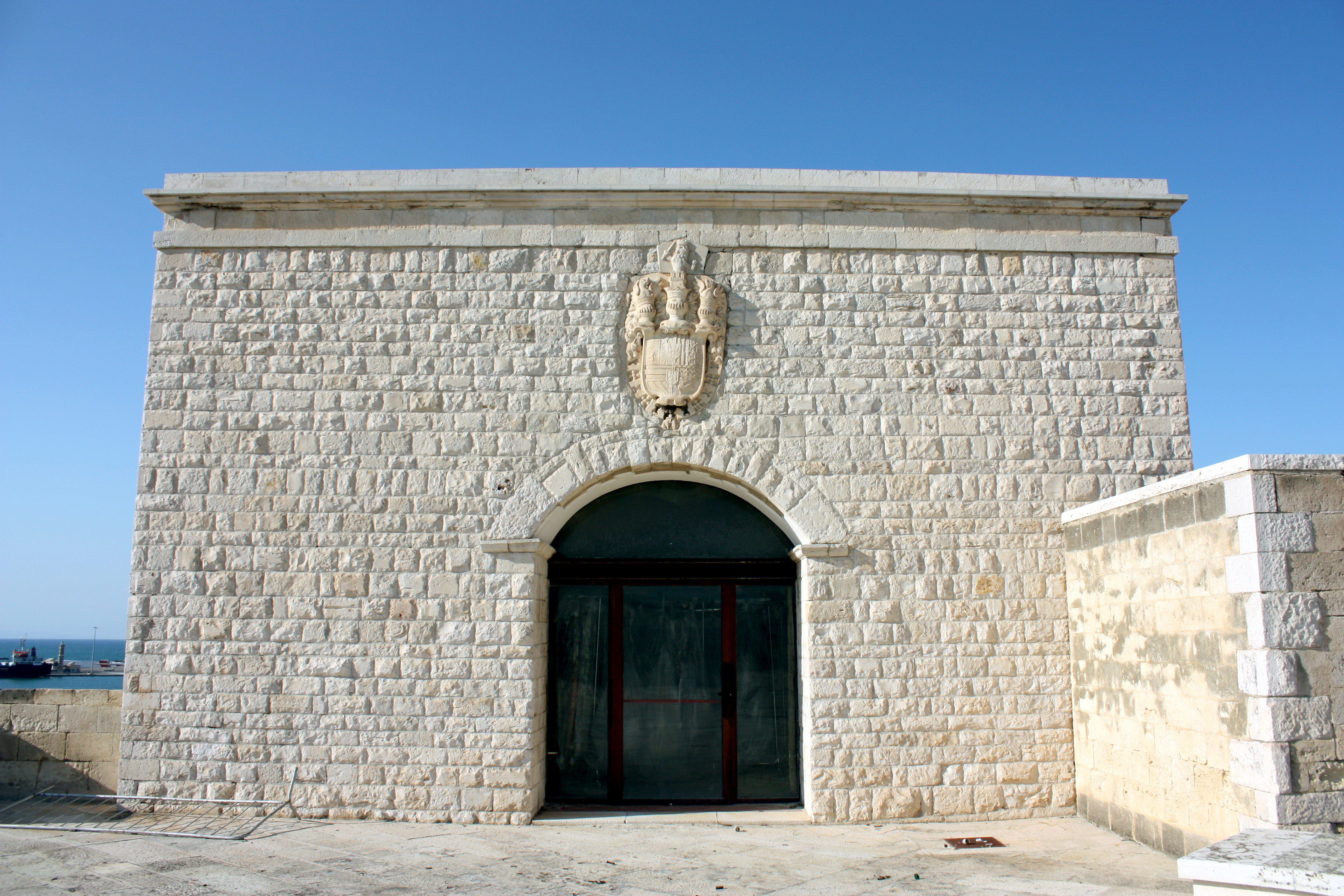
Hauptfassade des Laboratorio degli Artificieri.

Die Bastionen Dell’Annunziata und San Vincenzo zeigten dagegen sich in der Mitte erhebende Baukörper, die mit Fliesen bedeckt waren, die die Belüftung und Belichtung der oberen Kasematten ermöglichten, aber gleichzeitig den Eintritt von Regenwasser an den Seiten erlaubten. In dieser Hinsicht sah die Restaurierung den Ersatz der vorgenannten Elemente, die außen an der Festung sichtbar waren, durch weniger invasive Anlagen, die die Belichtung von oben verbesserten und die Ableitung des Regenwassers erlaubten.
Entlang der westlichen Kurtine des Dachgeschosses gibt es einen imposanten Baukörper, dessen Hauptfassade durch eine Steinmauer mit Bossenwerk und einer breiten Öffnung in der Mitte charakterisiert ist, über der ein spanisches Wappen thront, das von 1620 stammt. Der Baukörper ist mit einem gepflasterten Dach versehen, das bei den Restaurierungsarbeiten wieder auftauchte. Es handelt sich um die Kopfmauer des „Laboratorio degli Artificieri“, dessen Bau am 3. Juni 1621 abgeschlossen war. Zu dieser Zeit waren die Komplettierungsarbeiten an der Festung fast vollständig abgeschlossen, sodass es der Baubeginn dieses Gebäudes in einer Lage, die vom Meer aus und für feindliche Angriffe gut einzusehen ist, seltsam erscheint. Er erscheint sogar noch weniger verständlich, wenn man an den Zweck dieses Raums denkt, der geeignet zur Aufnahme von Schießpulver und anderer Explosivstoffe war. Man denkt jedoch, dass der Bau dieses Raumes auf Geheiß der Spanier erfolgte, um der Festung in einer Zeit, in der die Anlage nicht mehr im Zentrum wirtschaftlicher und militärischer Interessen stand, Prestige zu verleihen.

## In Film und Kultur
Die Festung wurde mehrmals als Kulisse für einige Filme genutzt, darunter folgende:
- Das 1. Evangelium – Matthäus (1964)[159] von Pier Paolo Pasolini;
- Otello (1985)[159][160][161] von Franco Zeffirelli;
- I cavalieri che fecero l’impresa (2001)[159][162] von Pupi Avati.

Seit 1992 findet sich die Stadtbibliothek, die nach Sabino Loffredo benannt wurde, im östlichen Teil des Südflügels des Castello di Barletta, und zwar in vielen der Räume, die einst zum „Domus“ Friedrichs II. gehörten. Man gelangt dorthin aus dem Innenhof, wenn man eine Treppe hinaufgeht, die etwa einen Meter Höhenunterschied überwindet.
In der Festung und im nördlichen Burggraben finden große und kleine Kulturveranstaltungen, Konferenzen und Konzerte statt. Zu den bemerkenswerten Veranstaltungen zählen die jährliche Verkostung von Speisen und Wein Novello al Castello mit Seminaren und Konferenzen der örtlichen Weinwirtschaft. und die temporäre Kunstausstellung Intramoenia Extra art, die als einmalige Veranstaltung vom 16. Mai bis zum 30. August 2009 abgehalten wurde.